# Cathédrale Santa Maria del Fiore
La cathédrale de Florence (en italien : Duomo di Firenze) ou cathédrale Sainte-Marie-de-la-Fleur (Cattedrale Santa Maria del Fiore), baptisée ainsi en rapport au lys de Florence, est la cathédrale du XIIIe siècle de l'archidiocèse de Florence à Florence en Toscane (Italie). Située piazza del Duomo dans le centre historique de Florence, elle est accolée au campanile de Giotto et fait face à la porte du Paradis du baptistère Saint-Jean et à la Loggia del Bigallo.
Santa Maria del Fiore (Sainte Marie de la Fleur) est l'une des plus vastes églises d'Europe : elle mesure 153 mètres de long et la coupole 41,98 mètres de diamètre intérieur. De plan basilical, elle comporte une nef à trois vaisseaux, un chevet à trois chapelles rayonnantes.
La cathédrale possède le plus grand dôme en appareil maçonné jamais construit (avec 45,5 mètres de diamètre extérieur), dû à l'architecte Filippo Brunelleschi en 1436, qui marque le début de l'architecture de la Renaissance. On peut voir sur la coupole, à l'intérieur de ce dôme, une des plus grandes fresques narratives : 3 600 m2 de fresques, exécutées par Giorgio Vasari et Federico Zuccari.
Elle est classée au patrimoine mondial de l’UNESCO depuis 1982.
La construction, commencée sur les anciennes fondations de l'église Santa Reparata, en 1296 par Arnolfo di Cambio, a été continuée par Giotto di Bondone de 1334 jusqu'à sa mort en 1337. Giotto n'entamera que la construction du campanile de Giotto et ce sont Francesco Talenti et Giovanni di Lapo Ghini qui continueront la construction en 1357.
En 1412, elle est rebaptisée Santa Maria del Fiore. L'église est consacrée le 25 mars 1436, à la fin des travaux de la coupole de Brunelleschi, par le pape Eugène IV.
À ce jour, elle est la cathédrale (ou dôme) de l'archidiocèse de Florence.

## Édifices préexistants
À la fin du XIIIe siècle, la Platea Episcopalis, l'ensemble épiscopal de Florence, présentait les trois édifices qui le composent encore actuellement mais avec des proportions complètement différentes. L'actuelle place San Giovanni était à peine plus qu'une rue élargie faisant le tour du baptistère Saint-Jean, qui était alors le véritable cœur de l'ensemble. Il était juste complété par son attique et son toit en marbre en forme de pyramide octogonale.
À l'est, aussitôt franchie la porte du Paradis, qui n'était pas encore ornée de ses portes en bronze réalisées par Lorenzo Ghiberti, apparaissait le seuil de l'église Santa Reparata qui disposait à son extrémité orientale d'un véritable chœur harmonique muni de deux campaniles.
Comme couronnement de cette Platea Episcopalis se dressait aussi l'ancienne église San Michele Visdomini, plus tard déplacée plus au nord, qui se trouvait sur le même axe du baptistère et de la cathédrale, ainsi que le plus ancien hôpital florentin. Au sud se dressaient les habitations des chanoines, elles-mêmes organisées autour d'un cloître central.
La cathédrale Santa Reparata, bien qu'ancienne et vénérée, ne convenait plus en tant qu'église d'une cité en forte expansion, riche et puissante, qui venait juste de régler ses comptes avec sa rivale, Sienne, et avait imposé son hégémonie sur un échiquier toscan chaotique.
Santa Reparata est décrite par Giovanni Villani comme « de forme trop grossière et trop petite pour une cité si établie » et dans les documents communaux comme « tombant en décrépitude ». Par ailleurs cet édifice religieux servait de siège au gouvernement de la République florentine qui décida, en 1294, d'ordonner la reconstruction de l'église avec des dimensions telles qu'elle devrait éclipser les cathédrales des cités adverses, dont Notre-Dame de l'Assomption de Pise et Notre-Dame-de-l'Assomption de Sienne.
Un accent particulier a donc été mis sur la richesse de sa construction afin de démontrer la puissance de la cité.

## Nouveau chantier et critique

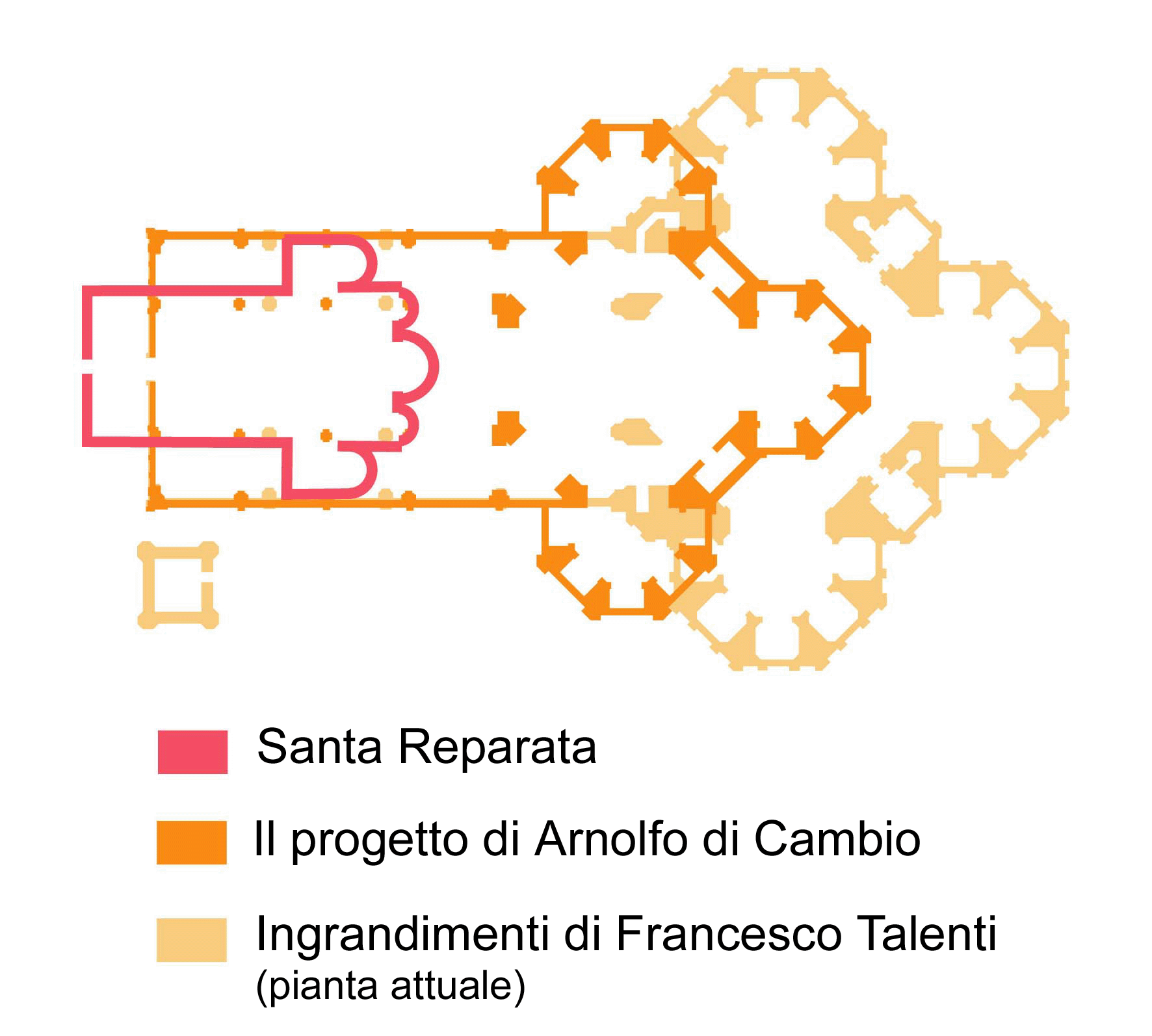
Schéma de l'évolution du plan de Santa Maria del Fiore basé sur l'hypothèse de Camillo Boito.

Le cardinal Pietro Valeriano Duraguerra, légat apostolique du pape Boniface VIII, pose solennellement la première pierre de la nouvelle basilique pendant la fête de la Nativité de la Vierge en 1296.
La construction de l'édifice fut un vaste projet qui dura au moins 160 ans (bien plus si l'on tient compte de la fin de la réalisation de la façade du XIXe siècle), auquel ont participé de nombreux artistes importants. La construction de Santa Maria del Fiore, est donc le fruit d'un chantier qui a duré des siècles et qui reflète les fortunes diverses de l'histoire politique et économique de Florence, des changements de goûts et des personnalités des maîtres d'œuvre qui se sont succédé à la tête du chantier tout autant qu'un des moments majeurs dans le développement de l'ingénierie moderne.

### Problèmes avec les études sur le chantier
Les nombreuses études de ce chantier mettent en valeur qu'il s'agit d'un des plus grands chefs-d'œuvre de l'architecture mais n'ont pas encore documenté parfaitement les avancées techniques liées à cette construction.
Les savants qui s'y sont consacrés n'ont pas, ou rarement, porté leur attention aux données scientifiques et aux archives existantes. Il advient ainsi, encore aujourd'hui, que les descriptions et théories se basent sur des faits obsolètes et souvent inexacts.
Les plans et les coupes de G. B. Nelli ne représentent pas du tout la forme réelle de la cathédrale mais en constituent une version normalisée, qui n'enregistre pas les changements de direction dans l'axe de la cathédrale par rapport à l'axe de Santa Reparata, ni les largeurs variables des arcades du corps basilical, c'est ainsi que les différences notables de largeur entre les secteurs de la coupole restent mentionnées régulièrement.
De même les hypothèses de Camillo Boito sur le plan prévu par Arnolfo sont encore utilisées aujourd'hui comme si elles étaient le reflet d'un fait avéré, alors que les fouilles de Franklin Toker ont déjà démontré la faible correspondance entre les hypothèses et la réalité.
Malgré la somme de données qui a été rendue disponible ces dernières années, les publications récentes préférant recourir encore aux vieilles mais solides théories ne sont pas rares. Ces théories reflètent, plus qu'un réel état des choses, le point de vue du XIXe siècle et des premiers savants qui les ont formulées.

### Empreinte d'Arnolfo

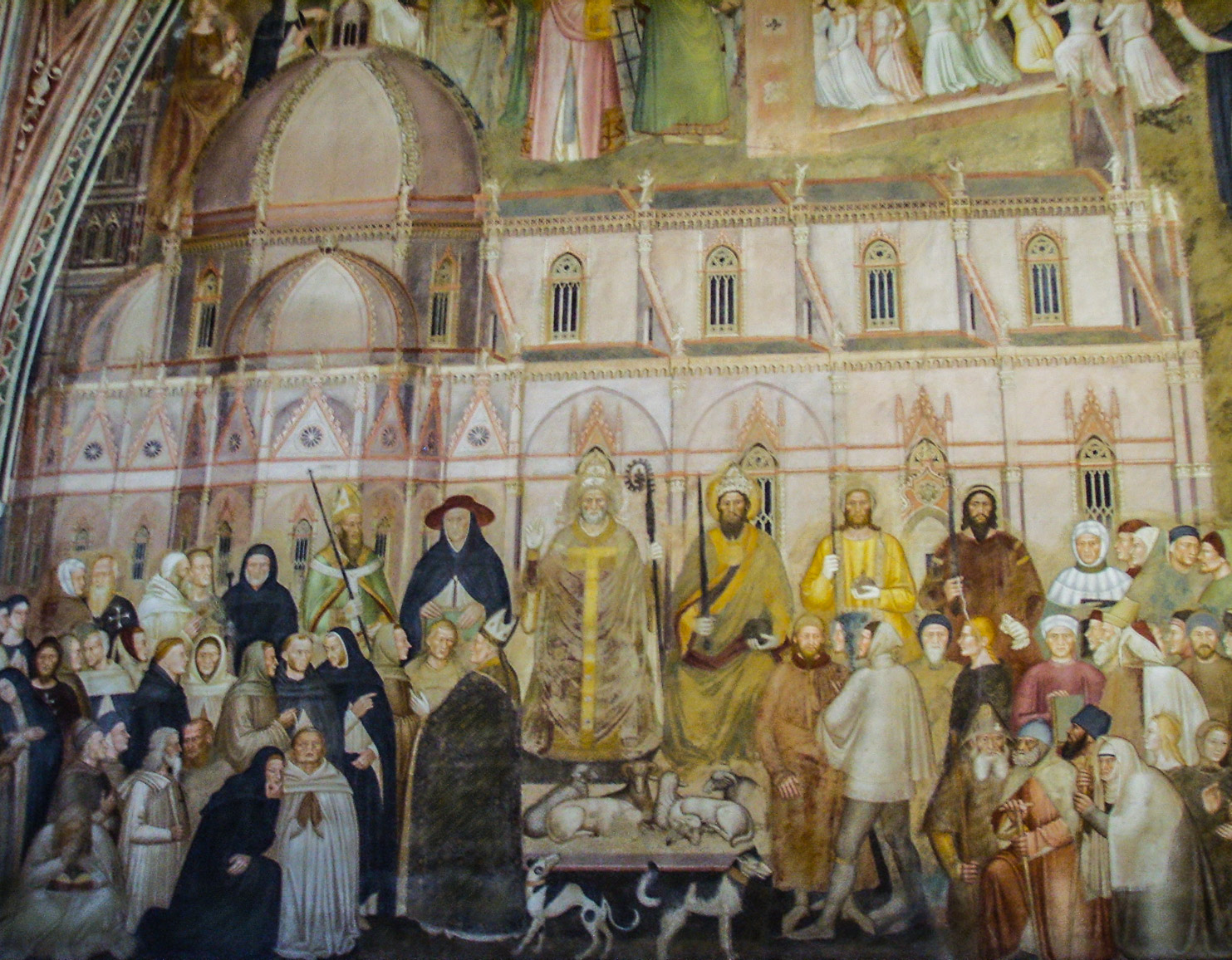
Santa Maria del Fiore selon le projet présumé d'Arnolfo, ou peut-être celui des auteurs mêmes de la fresque, Andrea di Bonaiuto, fresques de 1369 - 50 ans avant la réalisation de la coupole (Chapelle des Espagnols, Santa Maria Novella).

Les travaux commencèrent par le creusement des fondations puis par l'élévation des murs des nefs latérales. On procéda ainsi pour laisser le plus longtemps possible l'église Santa Reparata en état de fonctionner comme cathédrale.
À la tête du chantier, on plaça Arnolfo di Cambio qui avait déjà probablement travaillé sur la grande église Santa Croce de Florence et concomitamment dirigé la construction du Palazzo della Signoria. Le débat n'est toujours pas tranché de savoir s'il y eut réellement un projet d'Arnolfo et si celui-ci transparaît encore à travers la structure actuelle. À la lumière des rares et incomplètes fouilles qui ont été conduites, il n'est pas possible de donner une réponse certaine, mais dans l'ensemble il est incontestable que plusieurs particularités de la cathédrale portent fortement la marque d'Arnolfo, même si la réalisation en a été assurée par d'autres maîtres d'œuvre. L'existence d'un tel projet initial est donc probable.
Il est généralement admis que dans la représentation de l'« Église triomphante » des fresques d'Andrea dans la chapelle des Espagnols de la basilique Santa Maria Novella, serait présente une représentation plausible du modèle en bois présenté par Arnolfo.
Les sources de perplexité ne manquent toutefois pas :
- le campanile, bien trop semblable à celui réellement exécuté, est plus classiquement « placé » près de la zone absidiale ;
- la coupole, bien que gothique dans son ornement, est une coupole traditionnelle hémisphérique.

Cette représentation pourrait plus simplement refléter, non pas le modèle d'Arnolfo, mais celui présenté par les auteurs mêmes de la fresque au musée de l'Œuvre du Dôme.
Il est probable qu'Arnolfo avait pensé à une église dotée d'une grande coupole, inspirée du modèle roman de Santa Maria della Rotonda (Panthéon de Rome), et avec l'intention de dépasser les dimensions du baptistère. Malgré quelques incertitudes des critiques, les fouilles ont confirmé que les premières fondations, qu'il est possible d'attribuer à Santa Maria del Fiore, se trouvent sous la façade actuelle (le mur dit « 100 ») et sous les murs latéraux, se déployant ensuite au sud de la façade. Cela permet de confirmer l'hypothèse qu'Arnolfo avait en projet une église aussi large que l'actuelle, quoiqu'avec un axe orienté un peu plus au sud et munie d'un campanile séparé au sud de la façade. La faible épaisseur de ces fondations indique une hauteur prévue du projet probablement bien moindre que celle qui fut atteinte.
Même la grande galerie saillante, bien qu'exécutée par Francesco Talenti, est un indice du style typiquement dû à Arnolfo. Les critiques l'associent à la corniche de Santa Croce (qui lui est traditionnellement attribuée) et à d'autres œuvres analogues comme la cathédrale d'Orvieto et celui de la cathédrale de Sienne. En particulier Angiola Maria Romanini, experte du sculpteur, souligne à quel point « les corniches – galeries sont une constante immanquable […] dans les architectures d'Arnolfo ».
À la mort d'Arnolfo (1302), contemporaine à celles des autres promoteurs du chantier, comme l'évêque Monaldeschi et le cardinal Matteo d'Acquasparta, légat du pape, les travaux subirent un ralentissement et furent ensuite suspendus pendant environ 30 ans.

### Aspect de l'ancienne façade

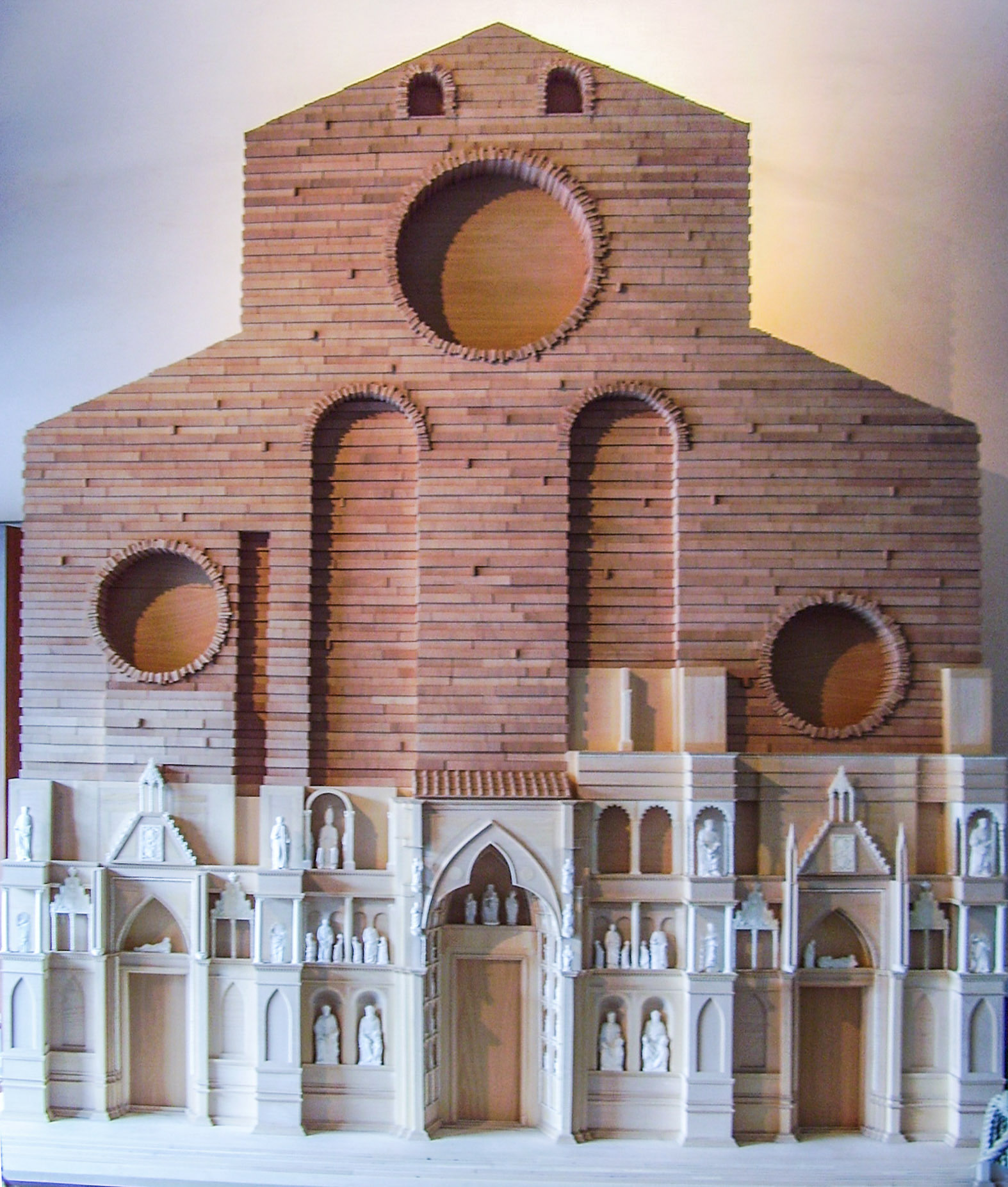
Reconstitution de la façade d'Arnolfo di Cambio.

On tend aujourd'hui vers un consensus sur la présence d'une façade incomplète, imaginée et partiellement exécutée par Arnolfo, mais agrandie et intégrée dans l'œuvre des conducteurs de travaux successifs. Ce point a été l'objet de fortes controverses par le passé.
Au Museo dell'Opera del Duomo (musée de l'Œuvre du Dôme) de nombreuses statues et fragments sont conservés, la plupart de très bonne qualité et manifestement de la main d'Arnolfo, et qui proviennent probablement en grande partie de Santa Maria del Fiore. La décision du gouvernement de la commune de Florence d'exempter Arnolfo du paiement des taxes pour lui et pour les siens reste un indice évident de l'appréciation portée sur les premiers travaux de la nouvelle cathédrale : un magnifique et ravissant début. Comme les honneurs de ce genre n'étaient pas du tout dans les habitudes de la sourcilleuse administration de la cité, il faut croire qu'il s'agissait de constructions réellement impressionnantes, bien que seulement ébauchées.
Les témoignages restant de l'ancienne façade ayant survécu sont :
1. La fresque du quatorzième représentant la Vierge de miséricorde (visible à la Loggia del Bigallo) ;
2. Un dessin préparatoire pour une lunette de Bernardino Poccetti, exécutée peu avant la destruction de 1587. Ce dessin, le plus cité, laisse sans réponse bien des questions car les deux côtés de la décoration ne sont pas symétriques et la construction aurait eu de gros problèmes de stabilité. Même si cette description était précise, il s'agirait non de la façade d'Arnolfo, mais de l'état final après les changements probablement importants opérés par les chefs de chantiers successifs ;
3. Un dessin d'Alessandro Nani (it) du XVIIe siècle, copie de Bernardo Poccetti ;
4. Une miniature historiée de saint Zénobe de Florence (1355) ;
5. Une fresque attribuée à Pietro Nelli (conservée au musée de l'Œuvre de Santa Croce).

Objets de récentes études, ces témoignages ont permis de documenter une reconstruction virtuelle de l'aspect de la façade du XIVe siècle. La ceinture du socle aux ornements de mosaïque à la façon des Cosmati et les extraordinaires groupes sculptés des tympans des portails sont attribués, sans aucune discussion, à Arnolfo. Des doutes subsistent sur laquelle des portions de la façade détruite se rapporterait au projet initial, étant donné que les proportions de la construction ont été, dans l'intervalle, changées radicalement.
Selon la reconstruction proposée en 2005, à l'occasion d'une exposition temporaire au Museo dell'Opera, par Erica Neri et Silvia Moretti, la façade serait caractérisée, dans les niveaux supportés à leurs extrémités, par de grands prothyrons suspendus surplombant les trois portails, suivis d'un bandeau de baies géminées à pinacles qui simulaient une galerie ouverte ; des mosaïques dans le style des Cosmati, une nouveauté pour Florence, mais une constante dans l'œuvre d'Arnolfo, qui avait été en contact à Rome avec les familles des marbriers romains, ornaient le socle entre les trois portails, ainsi qu'une bande d'arcatures aveugles (retrouvées en partie en 1970 en enlevant quelques plaques réutilisées pour le pavement). Arnolfo installa une structure d'une échelle monumentale, qui culmina avec la décoration grandiose des grands tympans qui surplombent les entrées.
Dans les trois tympans, le cycle marial est représenté, évidemment appuyé par l'iconographie, qui commence par la naissance de la Vierge à gauche, suivi de la Vierge couronnée et des saints sur le portail central, où figurent les saints florentins comme Saint Zénobe de Florence et sainte Réparate (sainte patronne de Florence), enfin la Dormition de la Vierge, c’est-à-dire les lamentations sur la Vierge au moment de sa mort, représentée sur le point de s'endormir. Sur les pilastres saillants étaient placées les statues de quatre prophètes et des douze Apôtres. Dans la galerie supérieure, étaient placés les saints protecteurs de Florence (à une époque ultérieure, aux environs de 1390, selon un projet peut-être différent).
Arnolfo imprime toute sa maîtrise technique dans la réalisation des sculptures, donnant une forte « tridimensionnalité » aux reliefs, tout en remplissant des couches d'épaisseur plutôt limitée. Conçues pour être observées d'en bas, elles créent une sorte de trompe-l'œil, qui est associé aux effets recherchés dans plusieurs fresques de Giotto di Bondone et d'autres peintres.

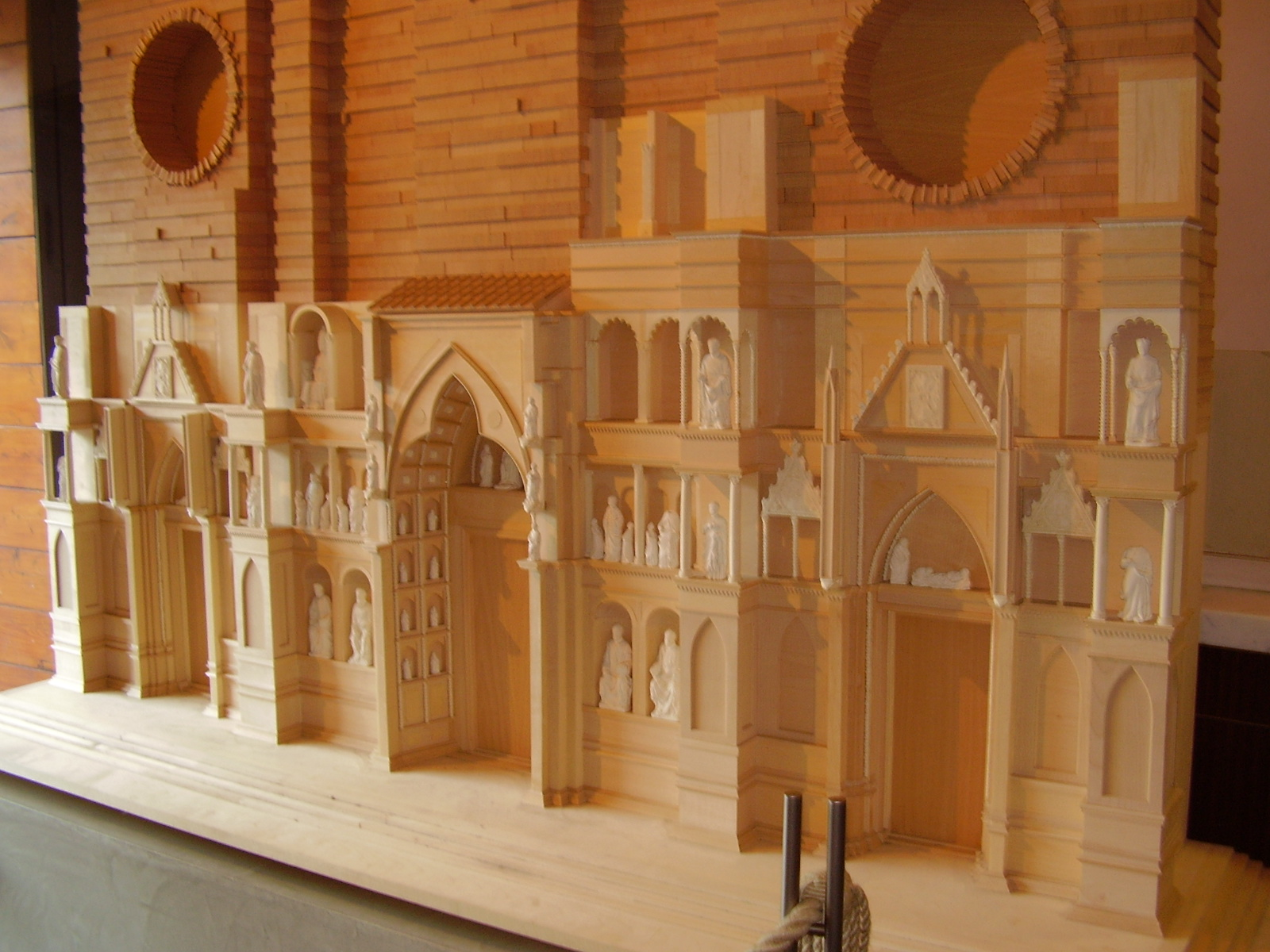
Details du schéma de l'ancienne façade reconstruite.
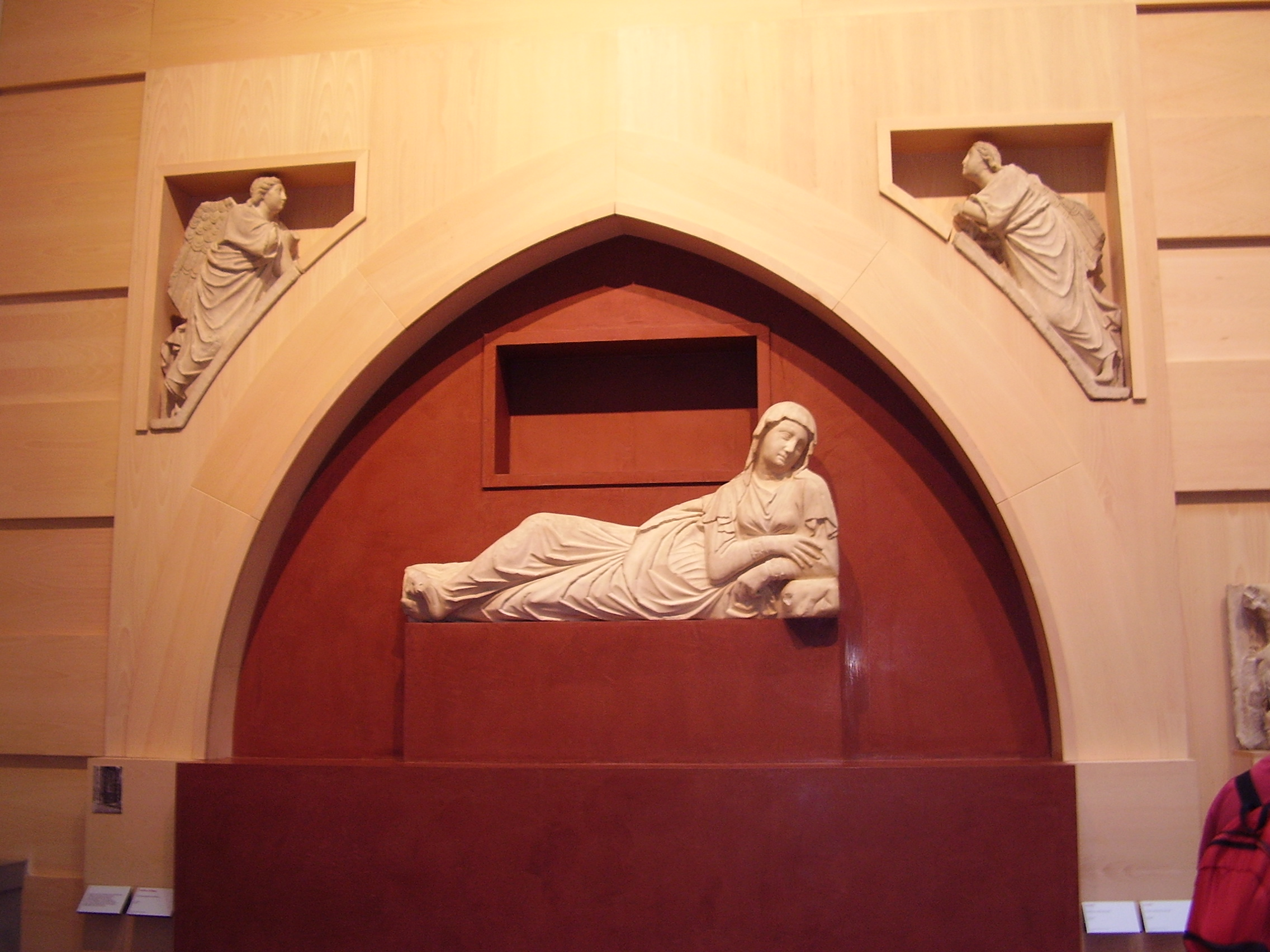
Nativité de la Vierge, reconstitution du premier tympan avec Notre Dame de la nativité et deux anges en adoration.
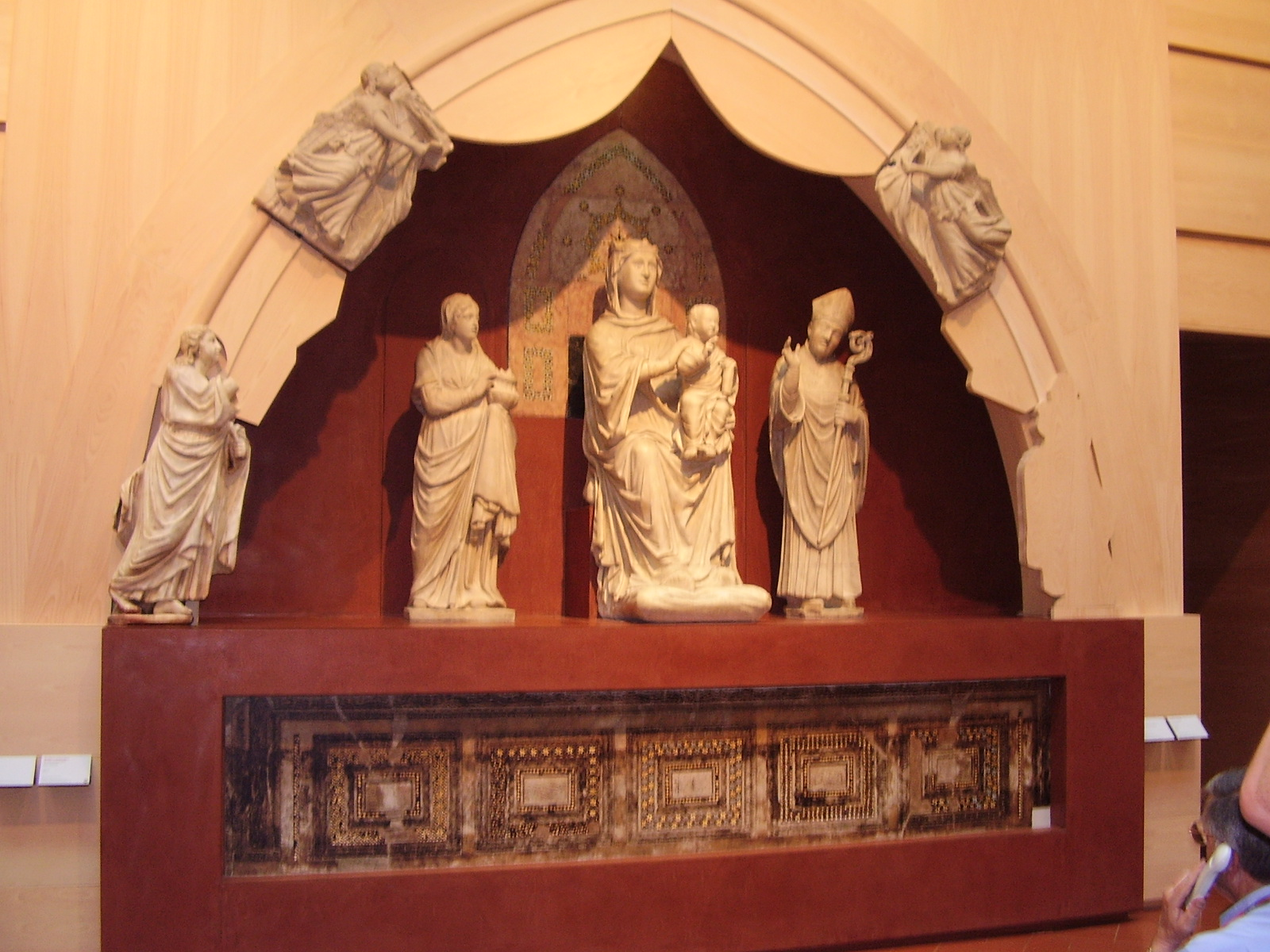
Vierge Couronnée et Saints, reconstitution du tympan central avec Ange, Madone couronnée , Sainte Reparata et Saint Zanobi.
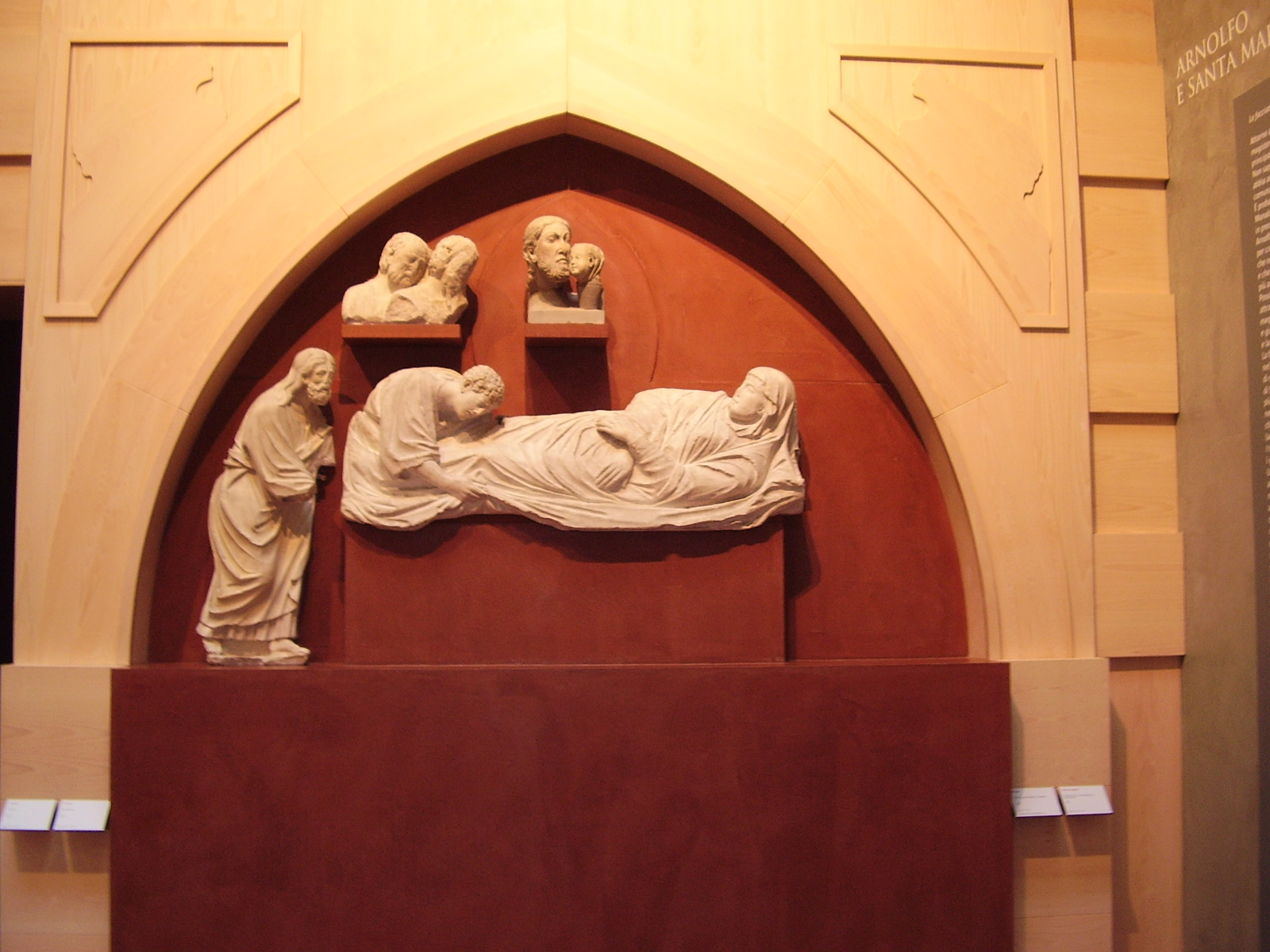
Lamentations sur la Vierge, reconstitution du troisième tympan aux Apôtres, Dormition de la Vierge et apôtres et Tête du Christ et de l'Animula[5] de la Vierge.

## Construction du transept

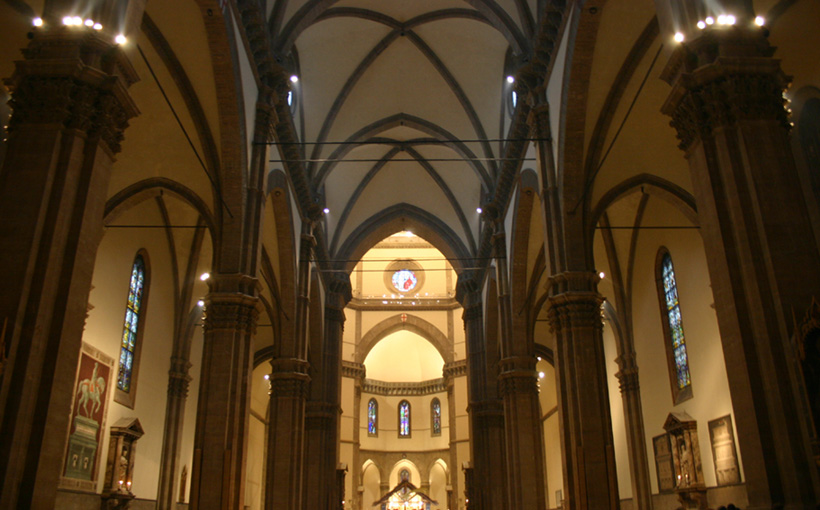
L'intérieur, avec les voûtes à croisées d'ogive.

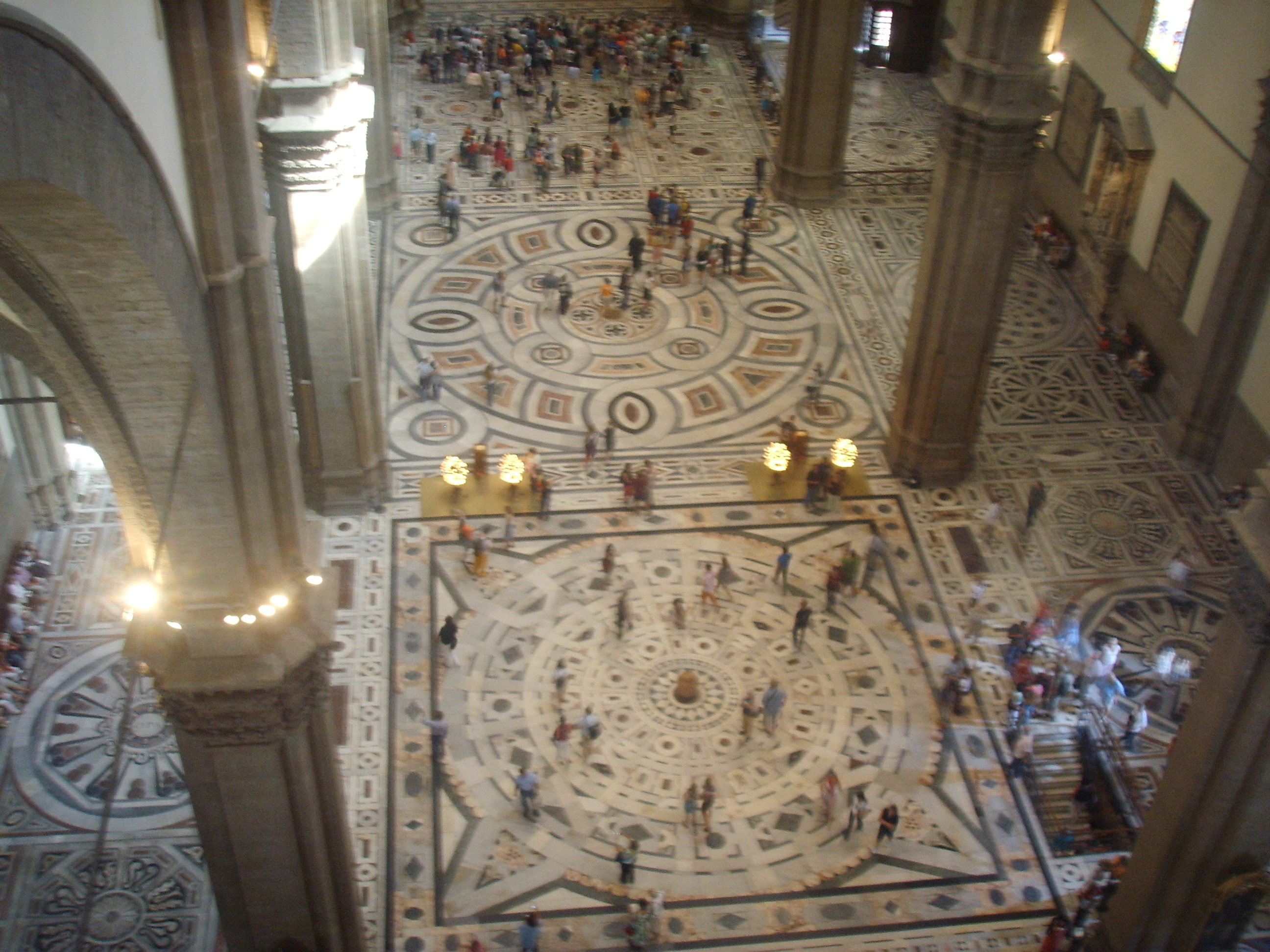
Les pavements.

En 1330, on retrouve sous l'église Santa Reparata les reliques du vénéré évêque de Florence Saint Zénobe de Florence, ce qui donne une nouvelle impulsion à la construction. L'Arte della Lana qui avait reçu la charge de superviser le chantier, confie en 1334 la direction des travaux à Giotto di Bondone, assisté par Andrea Pisano. Giotto se concentre sur le campanile, pour lequel il fournit un projet (un dessin conservé au Duomo de Sienne en est probablement un reflet ; même le programme iconographique des reliefs du socle est au moins en partie le sien) et réussit à lancer la construction, mais il meurt 3 ans plus tard en 1337. Andrea Pisano continue le travail, surtout celui sur le campanile, mais il meurt de l'épidémie de peste noire de 1348 et les travaux se trouvèrent à nouveau bloqués. Ils repartirent guidés par Francesco Talenti.
La construction du transept basilical doit être vue comme une œuvre concertée, dans laquelle les conducteurs du chantier et les ouvriers, qui savaient bien qu'ils s'aventuraient dans une entreprise jamais tentée auparavant, procédèrent avec précaution, demandant des consultations, faisant des essais à l'échelle, décidant de modifications en cours de route, préparant des modèles alternatifs et dialoguant continuellement pendant toute la durée de la construction. Les autres architectes impliqués furent successivement Alberto Arnoldi, Pietro di Giovanni d'Ambrogio, Neri di Fioravante et Andrea Orcagna.
On attendit peu avant de reprendre les travaux, et dès 1349 le projet est transmis à Francesco Talenti, auquel on doit la finition du campanile et un nouveau projet qui change celui d'Arnolfo en modifiant la façade, avec un enchevêtrement (coûteux) décoratif de marbre sur les parois latérales. Talenti, entre les critiques, les débats et les menaces (les ouvriers proposeront de le mettre à l'amende pour le contraindre à être plus présent sur le chantier) met au point le modèle des piles titanesques de la nef, en réalisant les deux premiers franchissements.
Après 1359 Giovanni di Lapo Ghini (1360-1369) succède à la direction des travaux, et termine les trois premières travées, dont la principale caractéristique est le plan presque carré au lieu des travées en rectangle très prononcées du gothique français, le modèle dominant de l'époque. Les immenses travées florentines (à peine trois mètres plus basses que les voûtes de la cathédrale Saint-Pierre de Beauvais, les plus hautes du gothique français) devaient couvrir un espace immense avec très peu de soutènement. La nef est donc pensée comme une salle dans laquelle les vides prévalent sur les néanmoins remarquables structures de l'architecture. Le rythme des soutènements est décidément différent de la forêt de pierre typique du gothique d'au-delà des Alpes, ou des églises fidèles à ce modèle, comme la cathédrale de Milan. Il n'y a pas de précédents du point de vue des dimensions et de la structure qui puissent être cités comme antérieurs à ce projet. En 1375, l'ancienne église de Santa Reparata est définitivement abattue. Les nefs seront complétées et couvertes entre 1378 et 1380.
Les parois sont recouvertes à l'extérieur d'une fastueuse décoration de marbres polychrome de Campaglia, utilisant le marbre de Carrare (marbre blanc), du Prato (vert serpentine), de Sienne et de Monsummano (rouge), ainsi que de Lavenza et de quelques autres localités. Les bandes de marbre reproduisent la décoration soit du baptistère, soit du campanile.
Les quatre portes latérales sont réalisées, parmi elles, la porte des chanoines côté sud se fait remarquer par sa beauté, en style gothique fleuri, et la porte de la Mandorle côté nord, ainsi nommée à cause de l'élément contenu dans la pinacle gothique, avec le bas-relief de l'Assomption de Marie, œuvre de Nanni di Banco (1414-1421). La porte de la Mandorle est considérée comme le terrain de jeu de toute la nouvelle génération florentine de sculpteurs, qui marque la renaissance du chantier ; Donatello, peut-être Jacopo della Quercia, qui sculpte également le relief du tympan, remplacé ensuite par une mosaïque de Domenico Ghirlandaio, Luca della Robbia. Les six baies géminées latérales, au dessin typiquement gothique avec des ornements fins, sont placées au centre de vitraux répétés tout au long des bandes d'encadrement, les quatre dernières du transept donnent de la lumière à l'intérieur. En fait, la réalisation de l'extérieur de l'édifice ne respecte pas le rythme intérieur de la travée. C'est un des motifs qui amèneront à la mise à l'écart de Francesco Talenti, rappelé plus tard pour se consacrer uniquement à la galerie.

Les fenêtres supérieures de la nef centrale sont en revanche des œils circulaires, une caractéristique découlant de la volonté de ne pas élever trop haut la nef centrale et assurer quand même une bonne luminosité. Les ouvertures circulaires, en outre, sont moins problématiques du point de vue structurel. Les nécessités de la staticité rendent indispensable le recours à des arcs rampants pour décharger une partie du poids des voûtes de la nef centrale sur les murs extérieurs ; de tels expédients, peut-être déjà prévus par Arnolfo (on les retrouve bien en vue sur les peintures d'Andrea di Bonaiuto), n'ont pas été digérés par les Florentins, qui finalement décideront de les occulter en relevant les parois latérales avec un attique composé d'un rectangle de pierre verte à peine encadré de blanc. Cette solution fait coïncider la volonté d'imiter l'attique du baptistère et le besoin d'une couleur sombre qui rende moins visible l'expédient. Cet attique est généralement (de façon erronée) montré comme la preuve du fait que les murs extérieurs ont été commencés selon un projet d'Arnolfo et furent rehaussés par Talenti. La preuve indiscutable de l'erreur de cette affirmation est établie par la découverte que les épaisses bandes d'encadrement qui caractérisent des nefs latérales à partir de l'ouest étaient initialement prévues également pour la nef majeure (elles sont encore visibles dans les combles) que nous savons être un projet en partie érigé par Talenti.

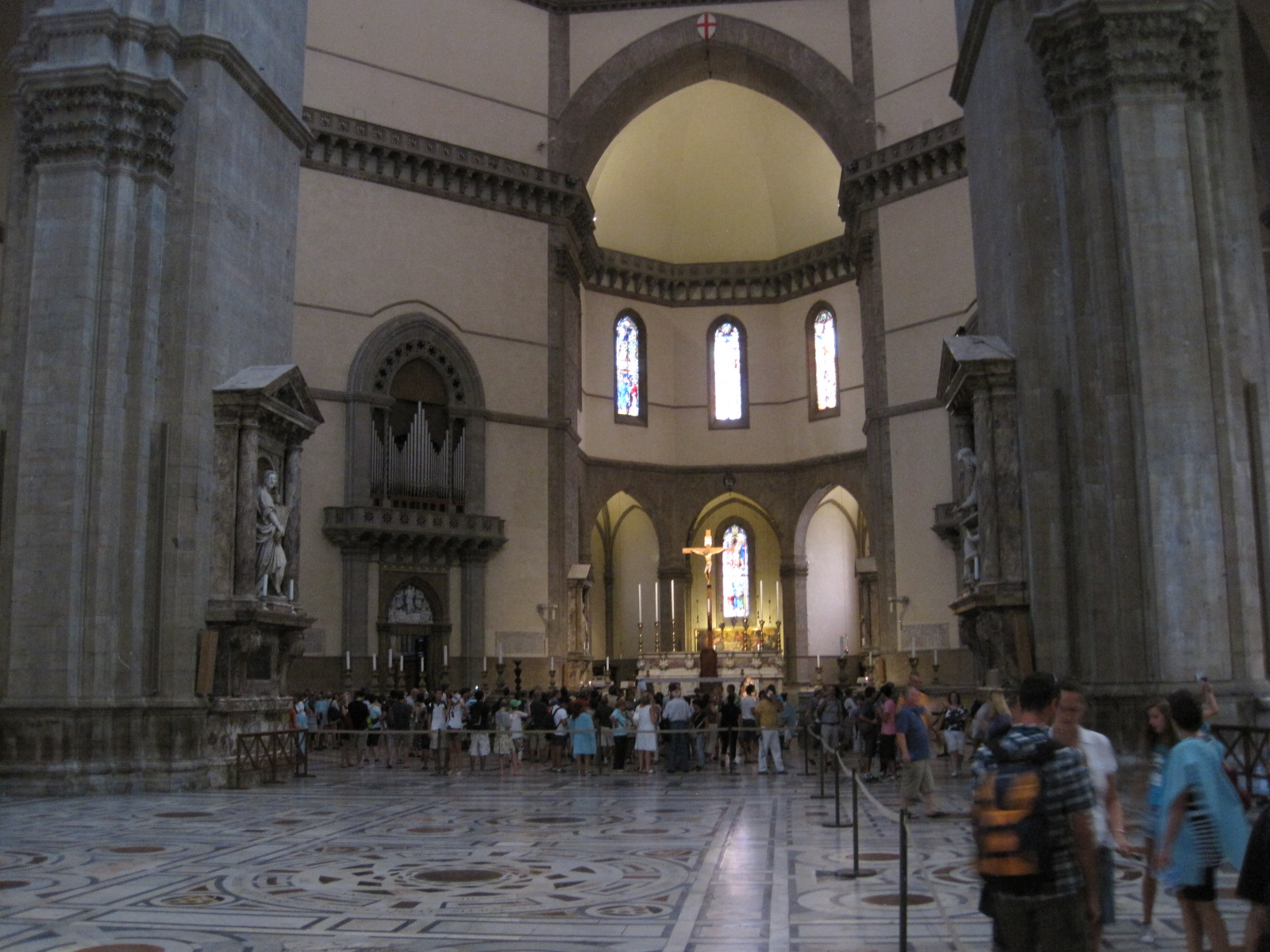
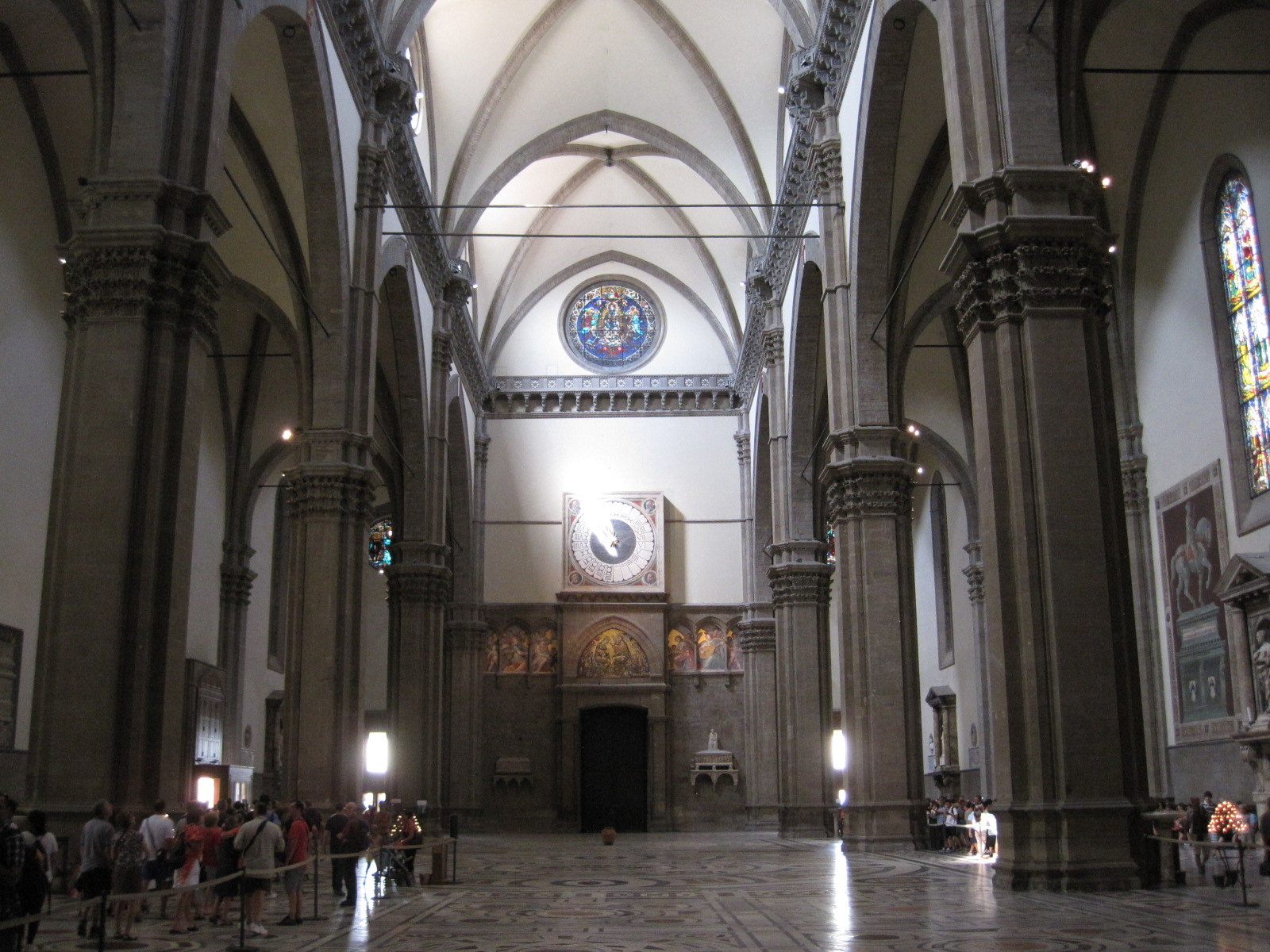
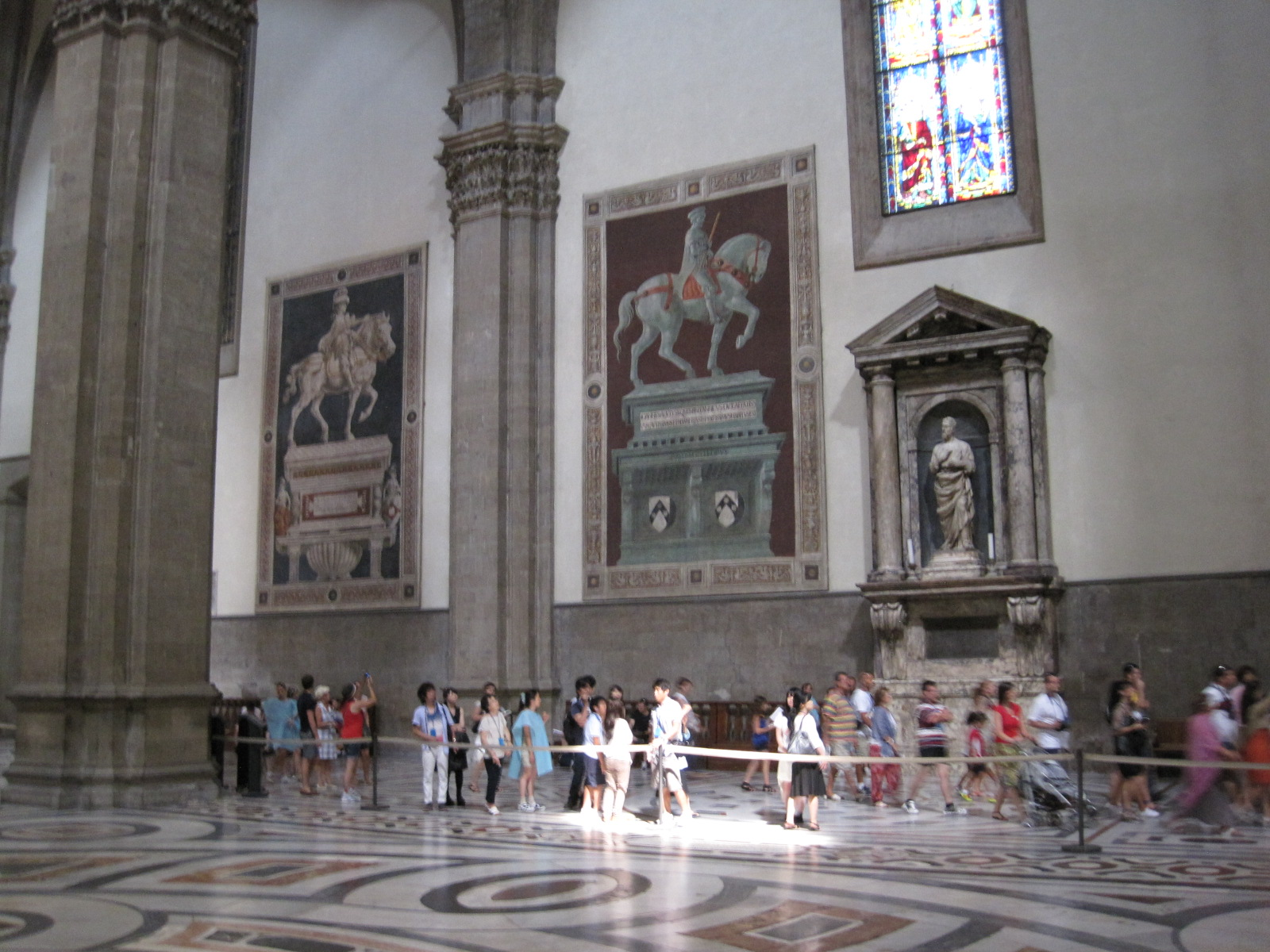
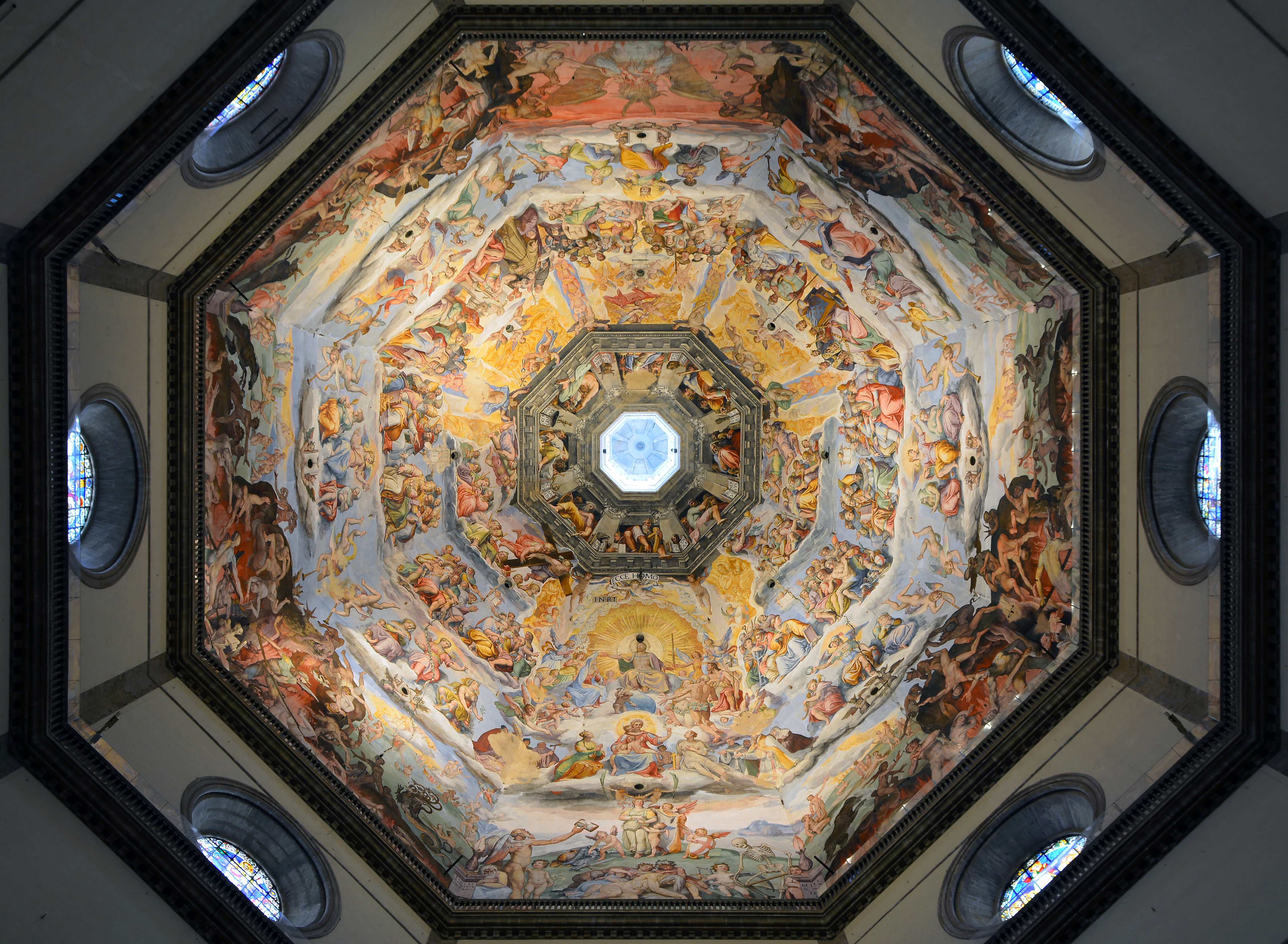

Le choix de simplifier la décoration des murs extérieurs découle non pas tant de raisons de style où de goût mais plutôt de contenir les dépenses (il faut garder en tête que le revêtement en marbre du campanile de Giotto allait coûter à la fin presque deux millions de florins, un chiffre sans précédent). Enfin les tambours octogonaux sont élevés avec les mêmes grandes fenêtres circulaires. En 1421 la basilique est terminée et il ne reste à construire que le dôme et sa coupole.

## Le dôme et la coupole

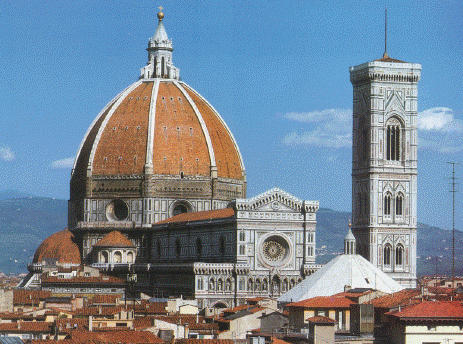
Le dôme domine la plaine de Florence.

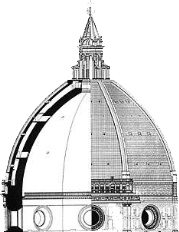
Le schéma de la coupole selon les plans de Giovan Battista Nelli.

Il reste, dans la cathédrale, une grande cavité de 45 mètres de diamètre, entourée d'un tambour d'une hauteur d'environ 53 mètres.
Le 19 août 1418, un concours public est lancé pour le projet du dôme, ou même seulement de machineries aptes à soulever des poids à des hauteurs encore jamais atteintes pour une construction sur voûte, auquel participent de nombreux compétiteurs. Ce concours, généralement considéré comme le point de départ de la construction de la coupole, ne décerne la victoire officielle à personne. Le considérable prix mis en jeu ne sera en fait jamais attribué. Filippo Brunelleschi, qui était revenu exprès de Rome pour travailler sur la coupole, était déjà (ainsi que les archives l'enregistrent) en train de construire un modèle pour le compte de L'Opera del Duomo (Museo dell'Opera del Duomo). C'est à cette époque que se place l'anecdote célèbre de la « dispute de l'œuf » (la disputa dell'uovo) relatée par Vasari : ses rivaux expriment le désir de voir son modèle de coupole. Brunelleschi refuse de le montrer mais propose que le choix se porte sur celui, Italien ou étranger, qui sera capable de faire tenir un œuf debout sur une plaque de marbre, ayant ainsi fait la démonstration de son talent. Chacun essaie sans réussir alors Brunelleschi leur montre la solution en l'écrasant légèrement à la base, ce qui le fait maintenir droit en équilibre. À la fin, il est décidé de lui confier la construction ainsi qu'à Lorenzo Ghiberti, lequel avait déjà arraché à Brunelleschi le contrat pour la porte du paradis.
Dans la description des travaux que dresse Filippo pour les œuvres de l'Arte della Lana (responsable de la bonne marche de la construction) il est établi que l'on choisit de commencer à construire la coupole jusqu'à la hauteur de trente coudées et puis, suivant le comportement des murs, de décider comment continuer. La hauteur indiquée est celle à laquelle les briques doivent être posées à un angle tel (par rapport à l'horizontale) qu'elles ne peuvent être maintenues à leur place par le mortier à prise lente seul connu des maçons de l'époque (la technique romaine du ciment à base de pouzzolanes n'est plus en usage), avec pour conséquence le risque très grand de glissement à l'intérieur des murailles. Un autre grave problème est la différence de largeur des côtés du tambour, qui demande une précision extrême dans la pose des lits de brique de façon à ne pas créer d'interruption dangereuse au sein de la structure de la muraille. Pour se souvenir des périls qui guettent une construction mal ajustée, il suffit de regarder quelques mètres plus bas pour voir la vaste crevasse qui s'est ouverte dans le mur, encore frais, d'une des demi-coupoles du chevet en arc trilobé.
Mais la difficulté majeure, pour Brunelleschi, réside dans l'impossibilité d'ériger, comme le faisaient habituellement les bâtisseurs de cathédrales, un cintre de bois sur lequel modeler la voûte. En effet la base octogonale, avec ses 41,98 mètres de diamètre était beaucoup trop large pour une telle entreprise. Il s'inspire alors de la coupole du Panthéon antique, à Rome, construite entre 123 et 125 apr. J.-C., constituée d’anneaux de maçonneries de tailles décroissantes ainsi que de la coupole à nervures du Baptistère Saint-Jean de Florence, reposant elle aussi sur une base octogonale. Le dôme est donc constitué d’une base, de nervures de pierres visibles extérieurement, renforcées à l’intérieur par huit autres nervures formant un polygone de huit arcs en ogive, joints en leur sommet par un imposant lanternon de marbre. Elles sont reliées entre elles par des anneaux de maçonnerie de briques, de tailles décroissantes, de façon à absorber les poussées latérales qui s’exercent sur elles. Le tout est maintenu par deux coques de briques légères, une externe, de 80 centimètres d’épaisseur, une interne de deux mètres d’épaisseur.
Les briques sont assemblées et cimentées dans un mortier à prise rapide en formant une « chaînette renversée ». Les briques constituent en réalité d’immenses tuiles, orientées d’une façon radiale vers des « points glissants » sur un axe vertical situé au centre du dôme. De plus, leur disposition particulière, dite « spina di pesce » (disposition en arête de poisson qui forme une spirale continue de forme octogonale), qui est une technique de construction héritée des Étrusques, forme d'immenses spirales de briques, permettant de répartir le poids sur la surface portante en expansion,. Ces techniques, combinées entre elles, ont permis de constituer une structure autoportante, sans cintrage, ce qui était l'objectif principal de Brunelleschi. Enfin, la lanterne de pierre en marbre leste la coupole et empêche la structure de s’écarter. 
La construction s'étale de 1420 à 1436, avec une interruption en 1434 à la suite de l'exil de Cosme l'Ancien, fondateur de la dynastie politique des Médicis. Comme promis, Brunelleschi n'utilise aucun échafaudage ni étai mais des poulies qui permettent de hisser chaque jour sept tonnes de matériel.

### Décoration intérieure de la coupole

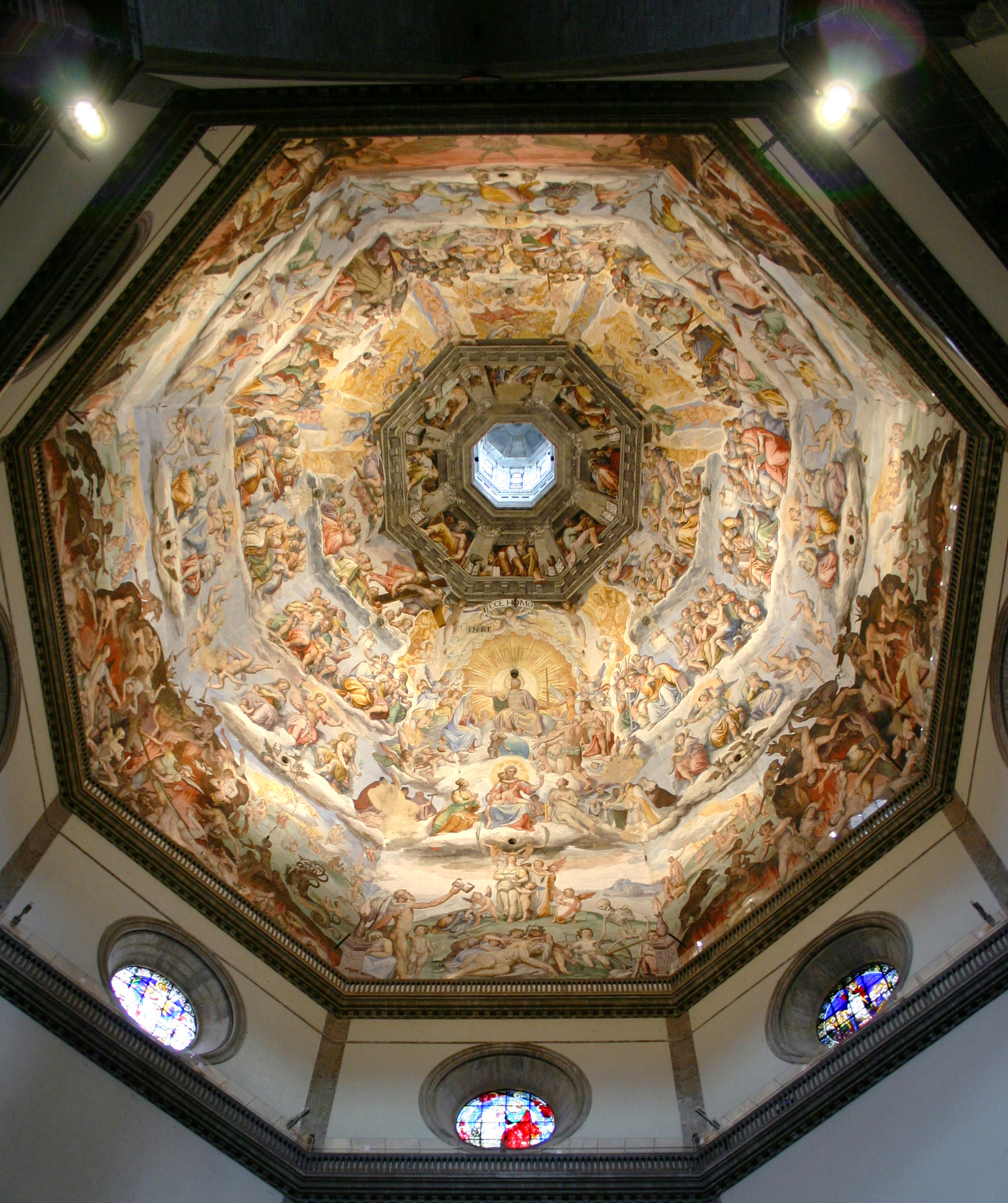
Décoration de la coupole, vue 1

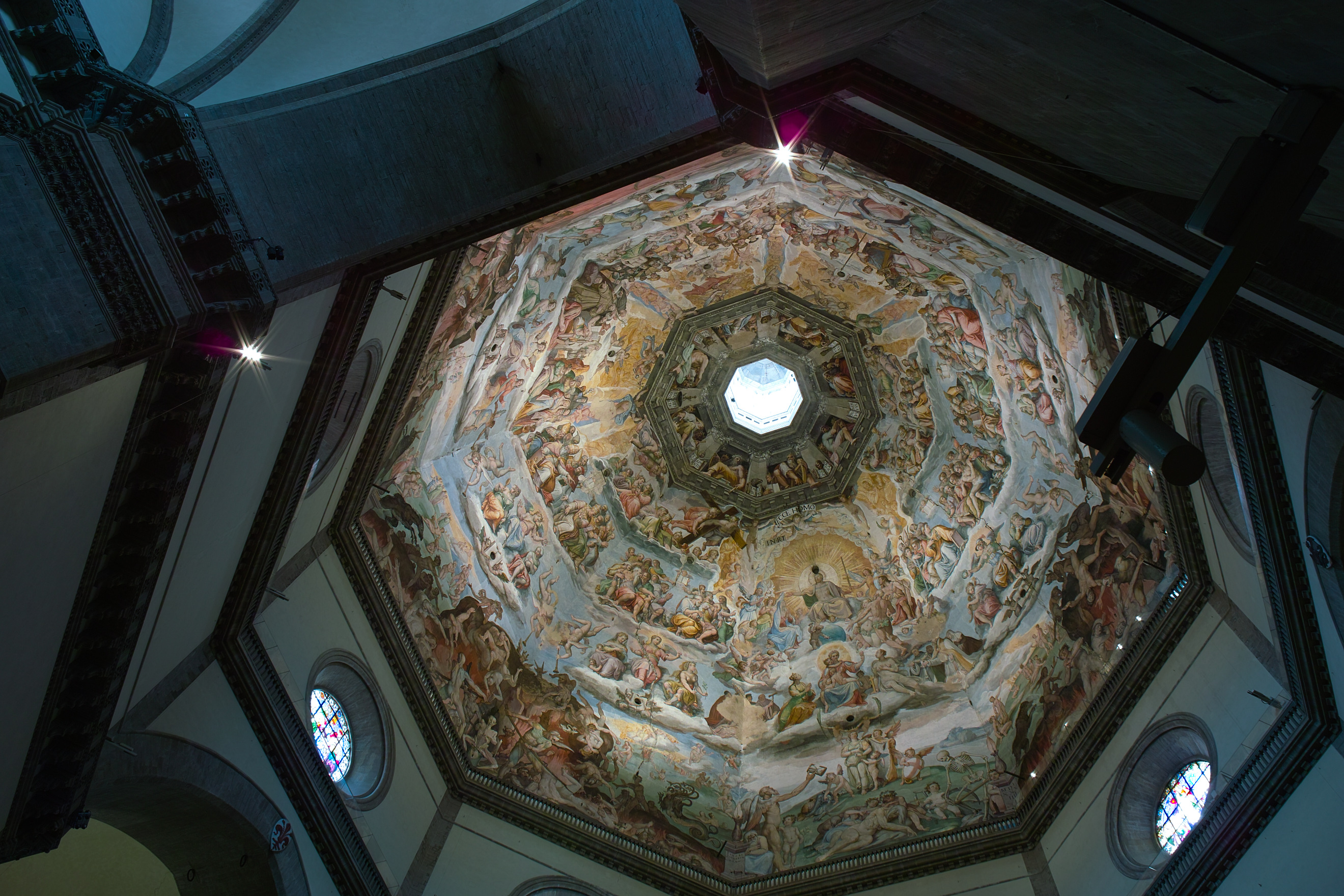
Décoration de la coupole, vue 2

Au départ, Filippo Brunelleschi avait prévu de tapisser l'intérieur de la coupole de mosaïques dorées, sur le modèle du baptistère situé juste en face, afin de refléter au maximum la lumière provenant de la lanterne. Sa mort, en 1446, met fin au projet et la coupole est finalement simplement enduite de blanc.
En 1568, le Grand-duc de Toscane Cosme Ier de Médicis (1519-1574) décide de décorer cette couche de chaux brute. Il confie le projet à son artiste officiel Giorgio Vasari (1511-1574). Souhaitant rivaliser avec le défunt Michel-Ange (1475-1564), Vasari choisit le thème du Jugement dernier pour recouvrir ces quelque 4 000 m2. Il conçoit le contenu du programme iconographique avec son ami humaniste Raffaello Borghini (1537-1588) et commence les études préparatoires dès 1571. Il meurt trois ans plus tard, laissant les trois-quarts du décor inachevés.
L'année 1574 est ainsi marquée par le décès de Vasari mais également de Cosme 1er. Son fils et successeur, François Ier de Médicis (1541-1587), souhaite terminer ce vaste projet et en confie le soin à Federigo Zuccaro (1542-1609).
L'ensemble est achevé en 1579 et inauguré le 30 août.

## Niveau souterrain

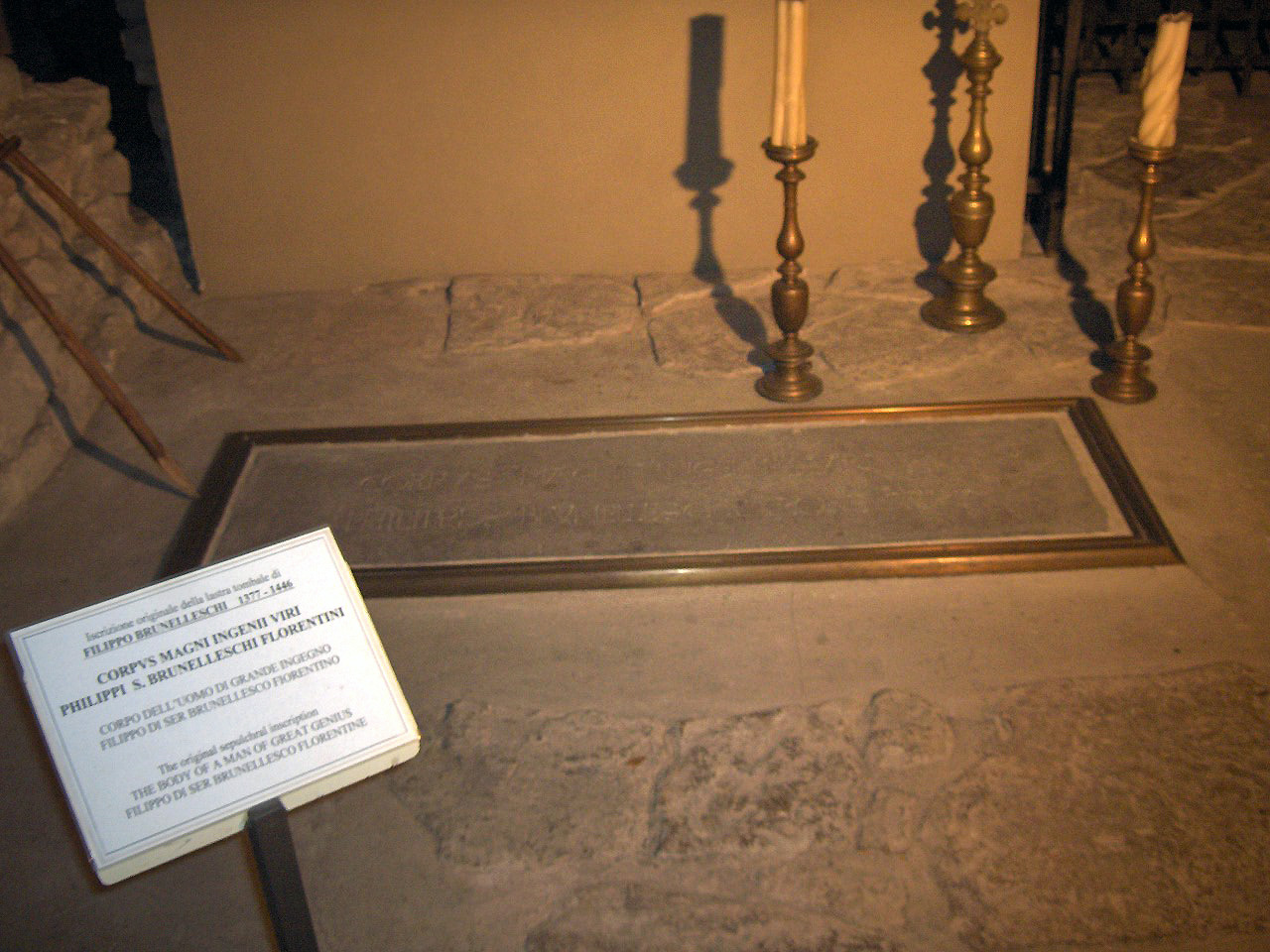
Tombe de Filippo Brunelleschi

Sous la cathédrale de difficiles travaux de fouilles sont réalisés entre 1965 et 1974. Pendant des siècles, la zone souterraine de la cathédrale fut utilisée pour enterrer les évêques de Florence. L'histoire archéologique de cette zone a été reconstituée récemment, d'après les restes d'habitations romaines et de pavements paléo-chrétiens jusqu'aux ruines de la vieille cathédrale Santa Reparata. On accède aux fouilles par une échelle dans la nef de gauche. Près de l'entrée se trouve la sépulture de Filippo Brunelleschi comme une nouvelle preuve de la grande estime que portent les Florentins au grand architecte de la coupole.

## Astronomie dans la cathédrale

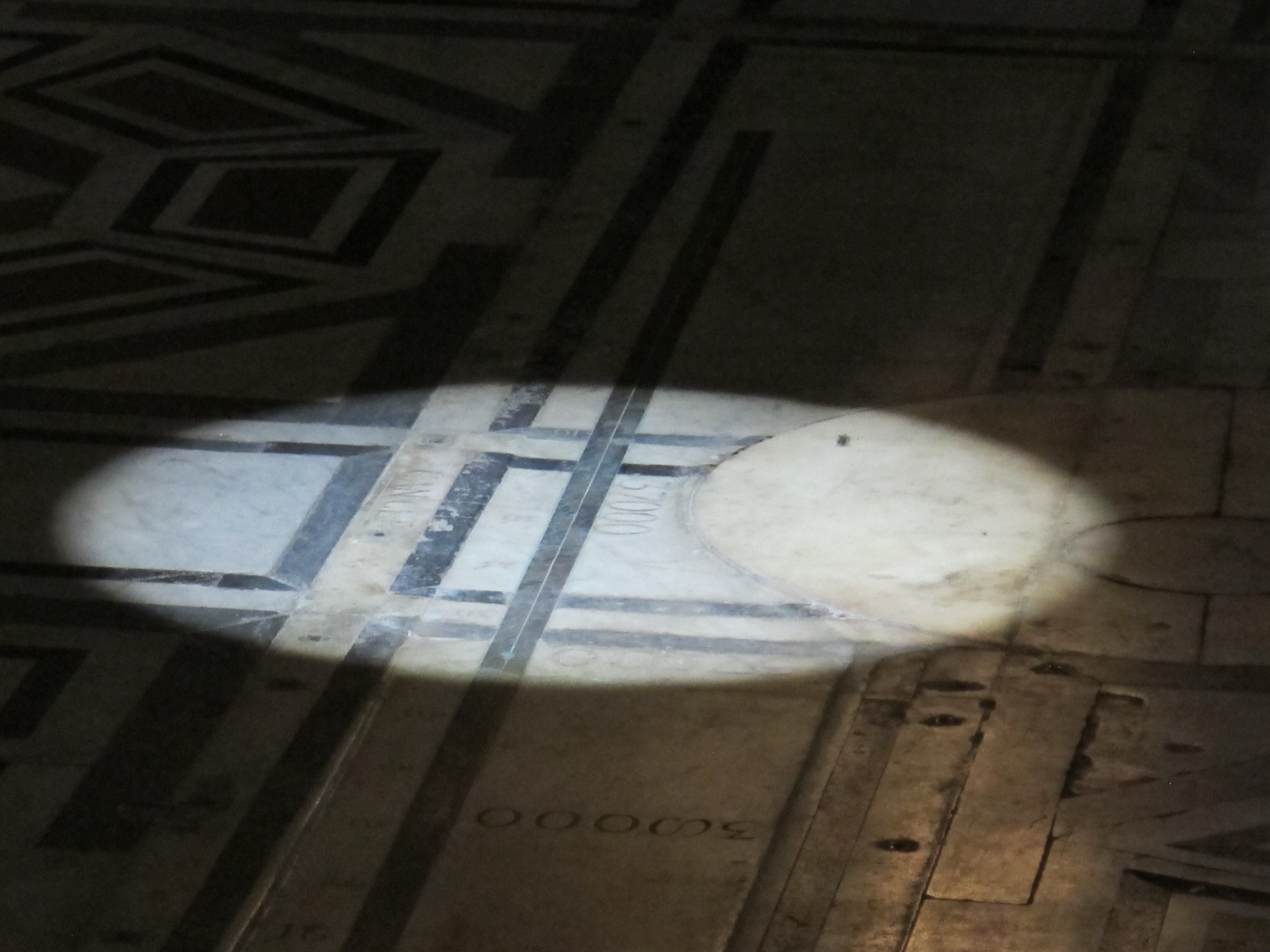
Observation du solstice d'été, le 21 juin 2012

L'astronome Paolo Toscanelli, qui avait aidé Brunelleschi pour les calculs de la construction de la coupole, établit, en 1468, le premier gnomon moderne : il fait pratiquer sur le dôme de la cathédrale une ouverture circulaire qui, donnant une image grande et nette du Soleil sur la ligne méridienne tracée par une bande de marbre du pavé, sert à déterminer les points solsticiaux, les variations de l'écliptique[Information douteuse], et la correction des tables alphonsines.
Un instrument de ce type existait dans le baptistère Saint-Jean dès les années 1000 (l'ouverture a été depuis rebouchée), mais en 1474, l'astronome Paolo Toscanelli profita de travaux complémentaires sur la coupole pour installer une dalle de bronze comportant une ouverture circulaire de 4 centimètres de diamètre environ qui donne une image parfaite du Soleil. En étudiant le rapport entre la hauteur et le diamètre du trou, il obtint une authentique image solaire sténopéique, c'est-à-dire en réduction, permettant de visualiser les taches solaires, l'avancée des éclipses et même les rares passages de Vénus entre le Soleil et la Terre.
L'utilisation la plus importante du gnomon à l'époque fut de stabiliser le solstice, c'est-à-dire la hauteur annuelle maximale atteinte par le Soleil à midi et la durée de l'année elle-même. Ces observations, et d'autres analogues — comme celles effectuées en 1510 et retracées par un disque en marbre situé dans le pavement de la chapelle della Croce dans l'abside droite de la cathédrale, permirent de convaincre le pape Grégoire XIII de la nécessaire réforme du calendrier en alignant la date solaire avec la date officielle et donna lieu à la création du calendrier grégorien en 1582 (passage du calendrier julien au calendrier grégorien).
Dans les siècles suivants, l'instrument a été utilisé pour des expériences plus ambitieuses, comme celles, en 1754, de l'astronome Leonardo Ximenes, de la cour grand-ducale, qui se proposa d'étudier si l'inclinaison de l'axe terrestre variait dans le temps, une question qui faisait objet de débats animés entre astronomes de l'époque. Ses observations, confrontées à celles de 1510, furent encourageantes ; répétées au fil des ans, elles lui permirent de calculer une valeur de l'obliquité de l'écliptique, d'ailleurs pertinente par rapport aux données actuelles. Ce fut lui aussi qui traça la ligne méridienne en bronze située sur le pavement de la chapelle de la Croce (qui abrite le globe de Toscanelli). Il laissa à sa mort une rente pour l'institution de la chaire d'astronomie expérimentale qui devint le premier noyau de l'observatoire Ximéniano. Quelques décennies plus tard, le gnomon de Sainte-Marie-des-Fleurs fut invalidé par l'invention de moyens d'observation plus précis et les mesures faussées par les petits mouvements de la coupole dus aux variations de température.
De nos jours, ces observations, qui ont pris une tournure historique et touristique, ont lieu tous les ans le 21 juin à 12 heures, heure solaire (13 heures, heure légale). La présence d'échafaudages a empêché ces observations en 2005 et 2006.

## Liste des principaux artistes contributeurs

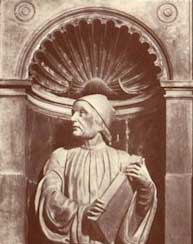
Buste de Marsile Ficin par Andrea Ferrucci à la cathédrale de Florence.
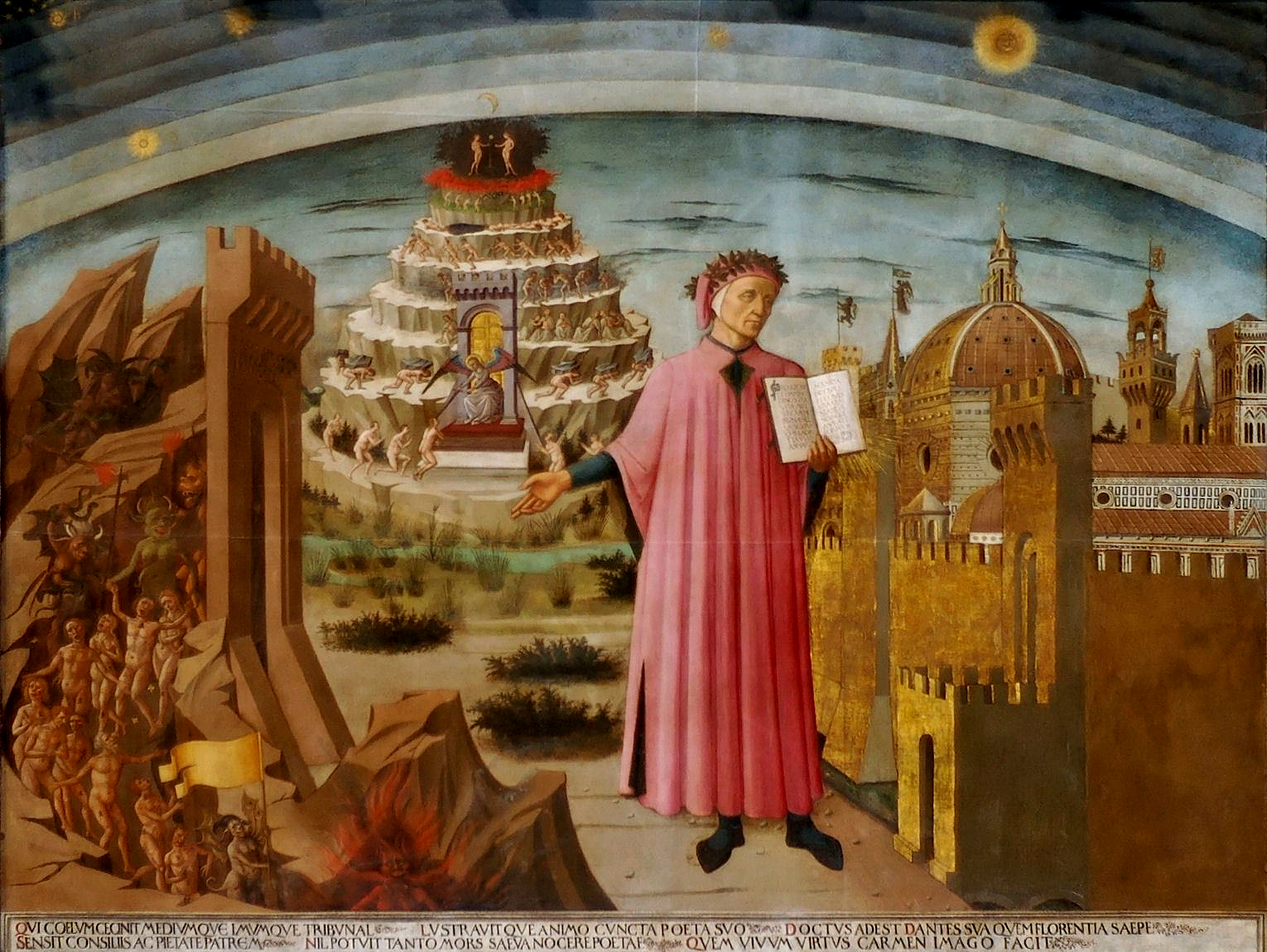
Portrait de Dante (1465), par Domenico di Michelino, cathédrale Santa Maria del Fiore, Florence.
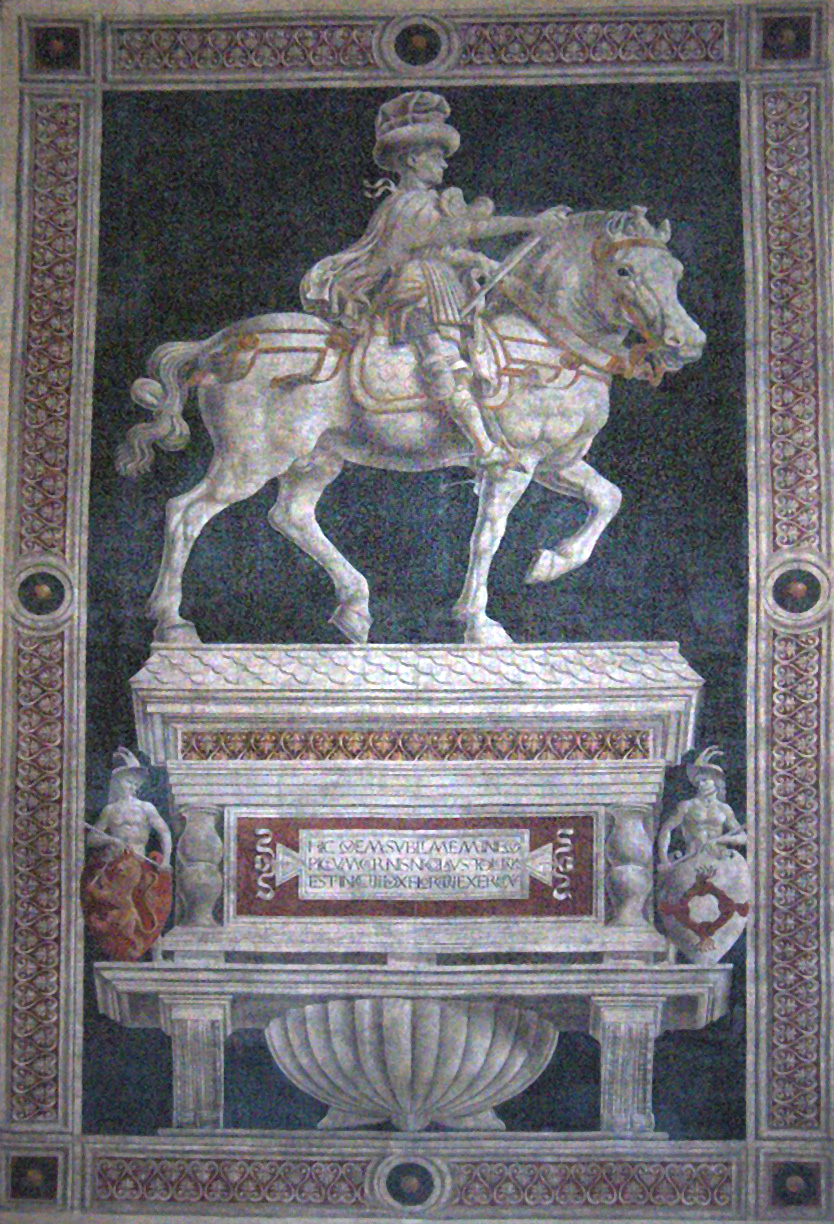
Niccolò da Tolentino, fresque d'Andrea del Castagno (1456).
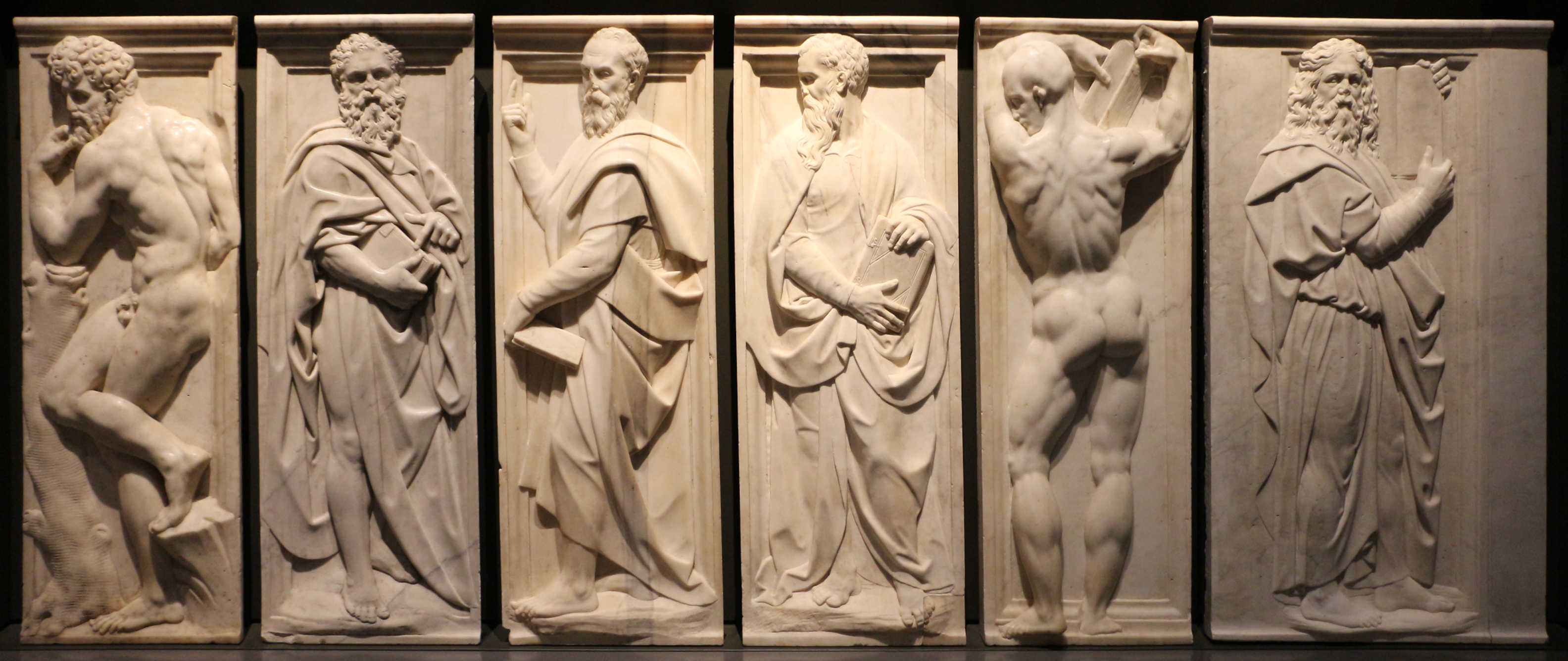
Bas-relief de personnages masculins dans le chœur de Santa Maria Del Fiore par Baccio Bandinelli.
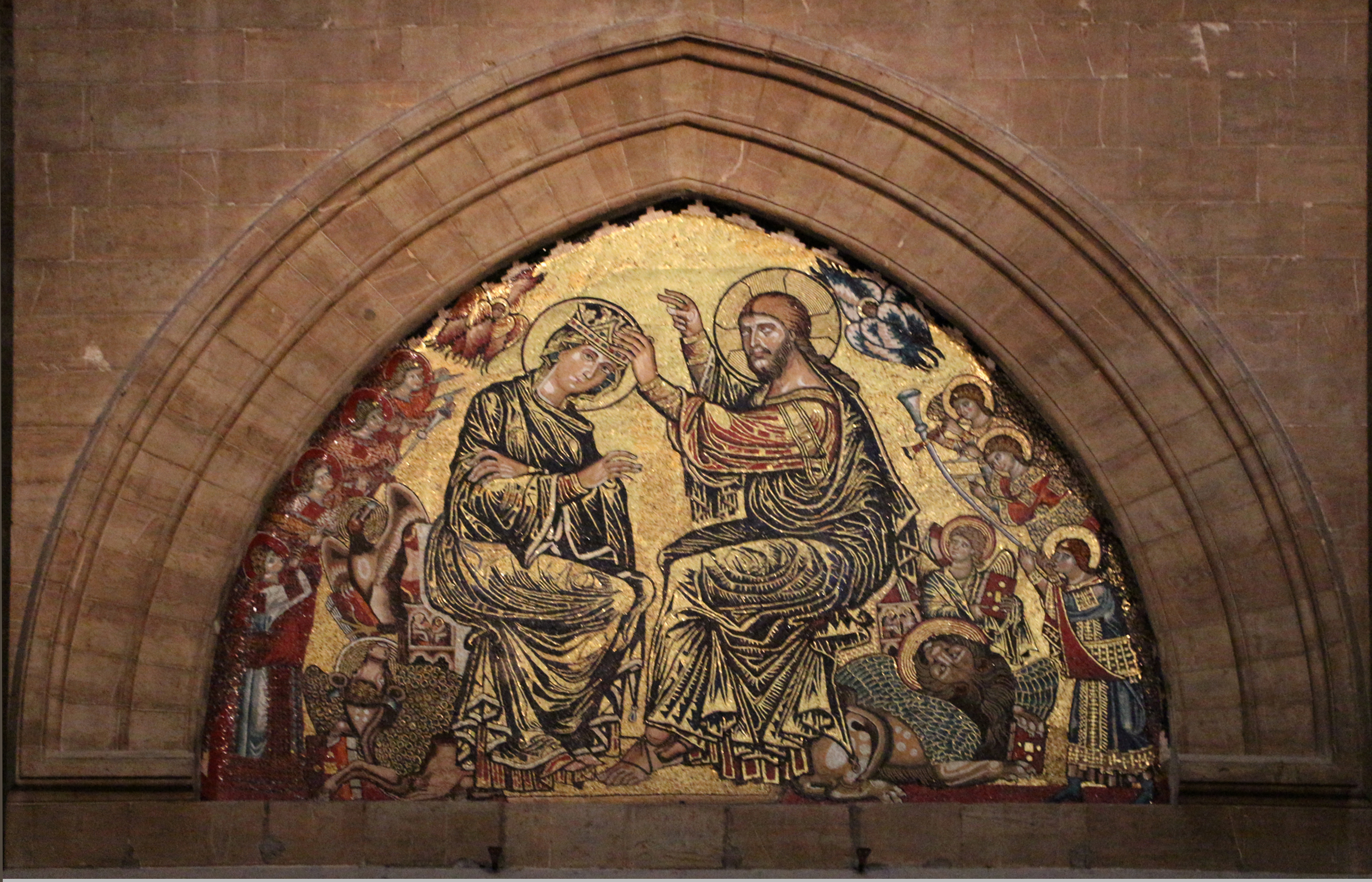
Couronnement de la Vierge (attribué à Gaddo Gaddi), Santa Maria del Fiore, Florence

- Giovanni Balducci représentant la Cène (1603). Tableau présenté au-dessus du cercueil de saint Zénobe[18]
- Nanni di Banco : bas-relief de l'Assomption de la Vierge, façade extérieure, côté Sud
- Baccio Bandinelli : bas-relief sur la clôture de l'autel (aujourd'hui déposée et visible au Museo dell'Opera del Duomo de Florence)
- Fabio Borbottoni (1820–1902) : intérieur de la cathédrale avant sa restauration
- Tino di Camaino : monument funéraire d'Antonio d'Orso
- Ulysse Cambi : buste de 1843, d'Arnolfo di Cambio, premier architecte de la cathédrale, présenté dans la première travée du collatéral nord.
- Benedetto da Maiano et Giuliano da Maiano : crucifix en bois (1495-1497) derrière la chaire de l'évêque dans le chœur et panneaux de la sacristie, bustes de Florentins illustres dont celui de Giotto en 1490 exposé dans le collatéral sud près du portail[18].
- Andrea del Castagno : fresques de la statue équestre de Niccolò da Tolentino sur les parois de la nef droite (1456), dans la seconde travée du collatéral nord après la porte des cornacchini[18] ; dessins de vitraux et de rosaces.
- Andrea Cavalcanti : buste de Filippo Brunelleschi, réalisé en 1446, exposé dans le collatéral sud, près du portail[18].
- Vincenzo Consani (1818-1888) : buste d'Emilio De Fabris, architecte de la façade actuelle (1887), en bas du collatéral nord, près du portail[18]..
- Donatello : tête de prophète et de la sibylle, paroi extérieure sud, cantoria (aujourd'hui dans le musée de l'Opera del Duomo) ; dessin par les vitraux du Couronnement de la Vierge
- Andrea Ferrucci : buste de 1521 représentant Marsile Ficin se trouvant dans le collatéral sud, un peu avant le chœur, et la porte des chanoines[18].
- Gaddo Gaddi : mosaïque du  Couronnement de la Vierge, au-dessus du portail central (fin XIIIe siècle- début XIVe siècle)
- Lorenzo Ghiberti : dessin pour les vitraux de la nef, Arc de Saint Zénobe de Florence. Dans l'abside de la cathédrale se trouve l'autel de saint Zénobe. Son cercueil en argent, datant de 1440, est un chef-d'œuvre de Lorenzo Ghiberti et contient une urne avec ses reliques. Sur la façade, on peut voir la représentation d'un de ses miracles, la résurrection d'un enfant. Au-dessus du cercueil, se trouve le tableau de Giovanni Balducci représentant la Cène. Il y avait aussi un panneau de mosaïque représentant le saint Zénobe, réalisé en (1504) par Monte del Fora di Giovanni qui se trouve actuellement dans le Museo dell'Opera del Duomo[18].
- Davide Ghirlandaio : mosaïques de l'Annonciation sur l'extérieur du portail Sud
- Benedetto da Maiano : buste d'Antonio Squarcialupi, musicien et organiste de la cathédrale  (1490), présentée dans la seconde travée du collatéral nord après la porte des cornacchini[18]..
- Michel-Ange : Saint Matthieu, œuvre inachevée pour le chœur (à ce jour à la Galleria dell'Accademia de Florence) ; Pietà (aujourd'hui au musée de l'Opera del Duomo)
- Domenico di Michelino : Dante Alighieri tenant la Divine Comédie (1465), tempera sur toile, 232 × 290 cm, accrochée dans la quatrième travée du collatéral nord, derrière le pilier, avant la porte de la mandorle.
- Michelozzo : travaux sur la porte de la sacristie, avec Luca della Robbia
- Luca della Robbia : bas-reliefs en bronze représentant la Résurrection et l'Ascension sur les portes de la sacristie (1446-1469), travaux dans la sacristie avec Michelozzo : cantoria (déplacée au Museo dell'Opera del Duomo de Florence), lunette en terre cuite de la Résurrection (1442-1444)[18].
- Santi di Tito :   Les Anges musiciens, fresque  au-dessus du portail central[18]
- Paolo Uccello : décoration de l'horloge de Santa Maria del Fiore[19] sur la contre-façade, fresque du Monument équestre de Sir John Hawkwood  dans la troisième travée du collatéral nord, après la porte des cornacchini[18]; dessins pour 2 rosaces.
- Giorgio Vasari et Federigo Zuccaro : fresques du Jugement dernier, intérieur de la coupole

Fresque de la coupole de la cathédrale Santa Maria del Fiore.

## Curiosités

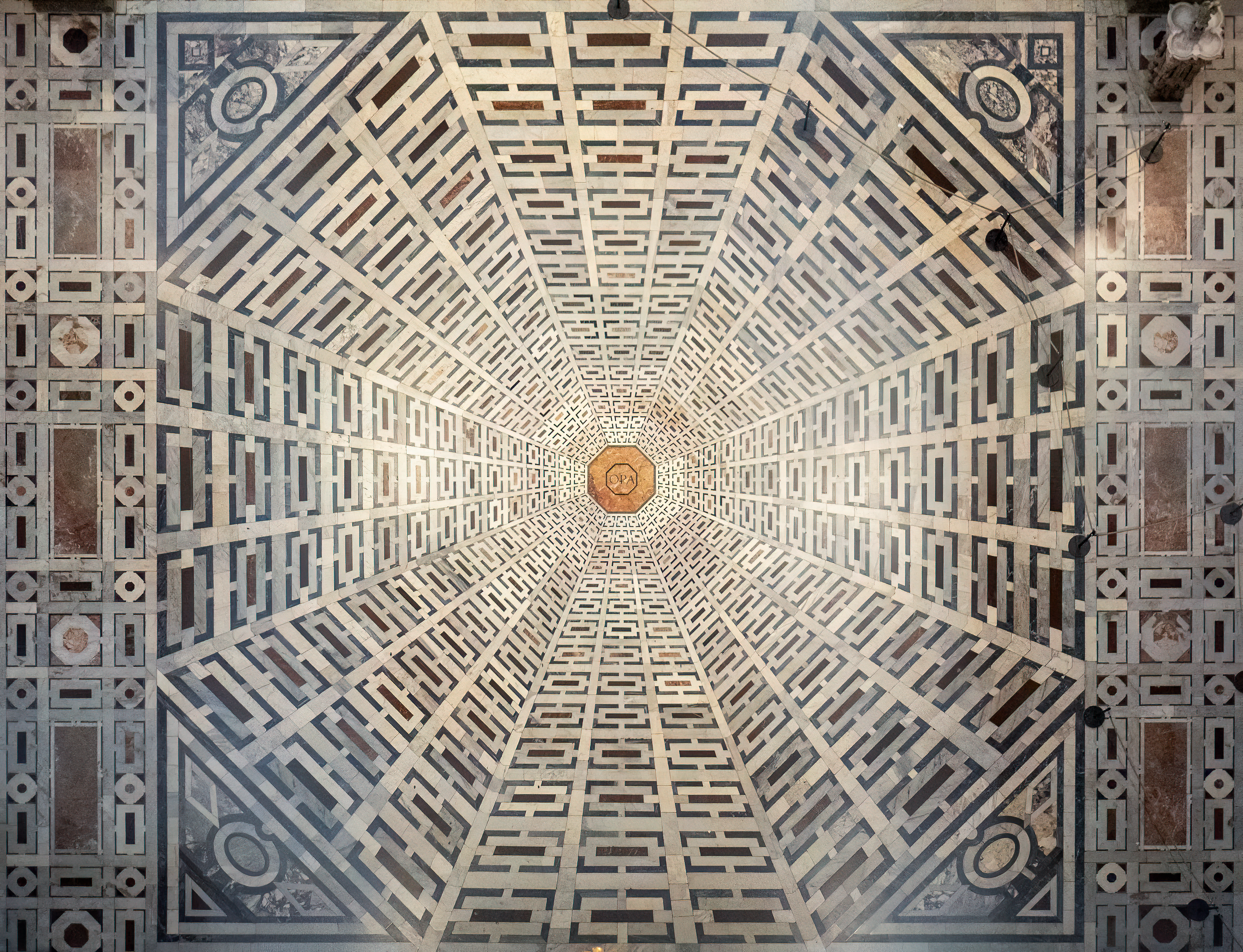
Pavage en illusion d'optique au sol de la cathédrale. Octobre 2023.

Sur la place du Duomo, on remarque une plaque de marbre blanc située dans le pavement le long de l'abside de la cathédrale et qui indique le lieu où un orage provoqua le 16 février 1600 la chute d'un gros globe, une œuvre en cuivre doré fondue par Andrea del Verrocchio qui pesait 4 368 livres, c'est-à-dire 1 980 kilogrammes et qui était placée au sommet de la lanterne du dôme de la coupole depuis 1468.
Le globe, roulant depuis le sommet du dôme le long des colonnes blanches, chuta à l'endroit exact désormais désigné par la plaque, après avoir infligé quelques dégâts à la cathédrale. Deux ans plus tard, sur ordre du duc Ferdinand Ier de Médicis, l'imposante sphère dorée fut remise à son emplacement, où depuis, et grâce à l'invention du paratonnerre, elle ne craint plus les perturbations atmosphériques.

## Principales dimensions de la cathédrale
| Paramètre                                                              | Mesure       |
| ---------------------------------------------------------------------- | ------------ |
| Longueur                                                               | 153 m        |
| Hauteur de voûte                                                       | près de 45 m |
| Hauteur intérieure de la coupole                                       | 90 m         |
| Hauteur extérieure de la coupole, y compris la croix sur la lanterne   | 116,5 m      |
| Hauteur de la lanterne                                                 | 21 m         |
| Largeur des allées                                                     | 43 m         |
| Largeur du tambour de la coupole                                       | 54,8 m       |
| Diamètre interne de la coupole                                         | 41,98 m      |
| Diamètre externe de la coupole                                         | 45 m         |
| Largeur du transept                                                    | 90 m         |
| La superficie de l'édifice (à l'exception de la crypte Santa Reparata) | 8,300 m2     |
| Nombres de marches pour la montée à la coupole                         | 463          |

## Illustrations

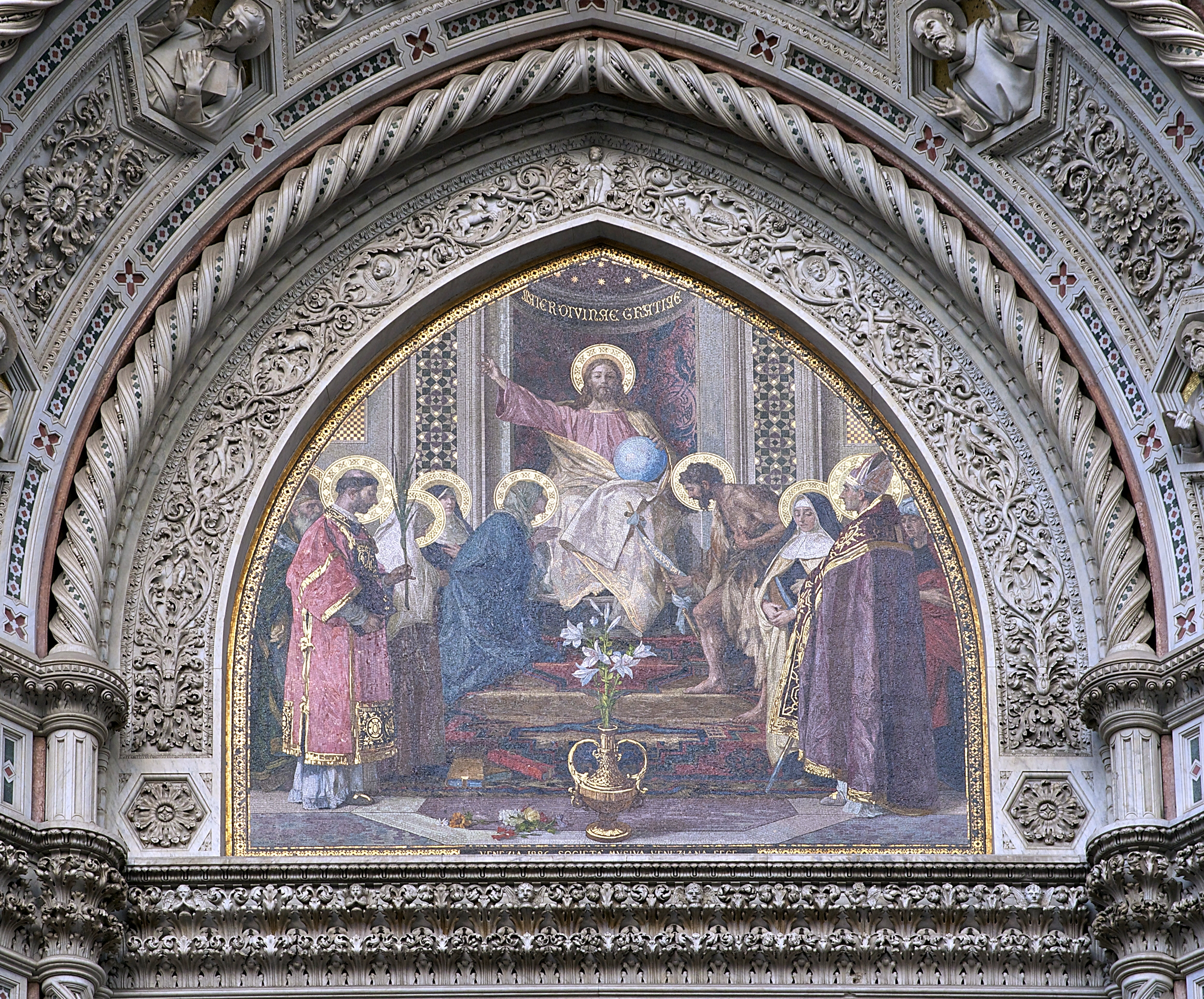
Détail du tympan du porche principal du Duomo.
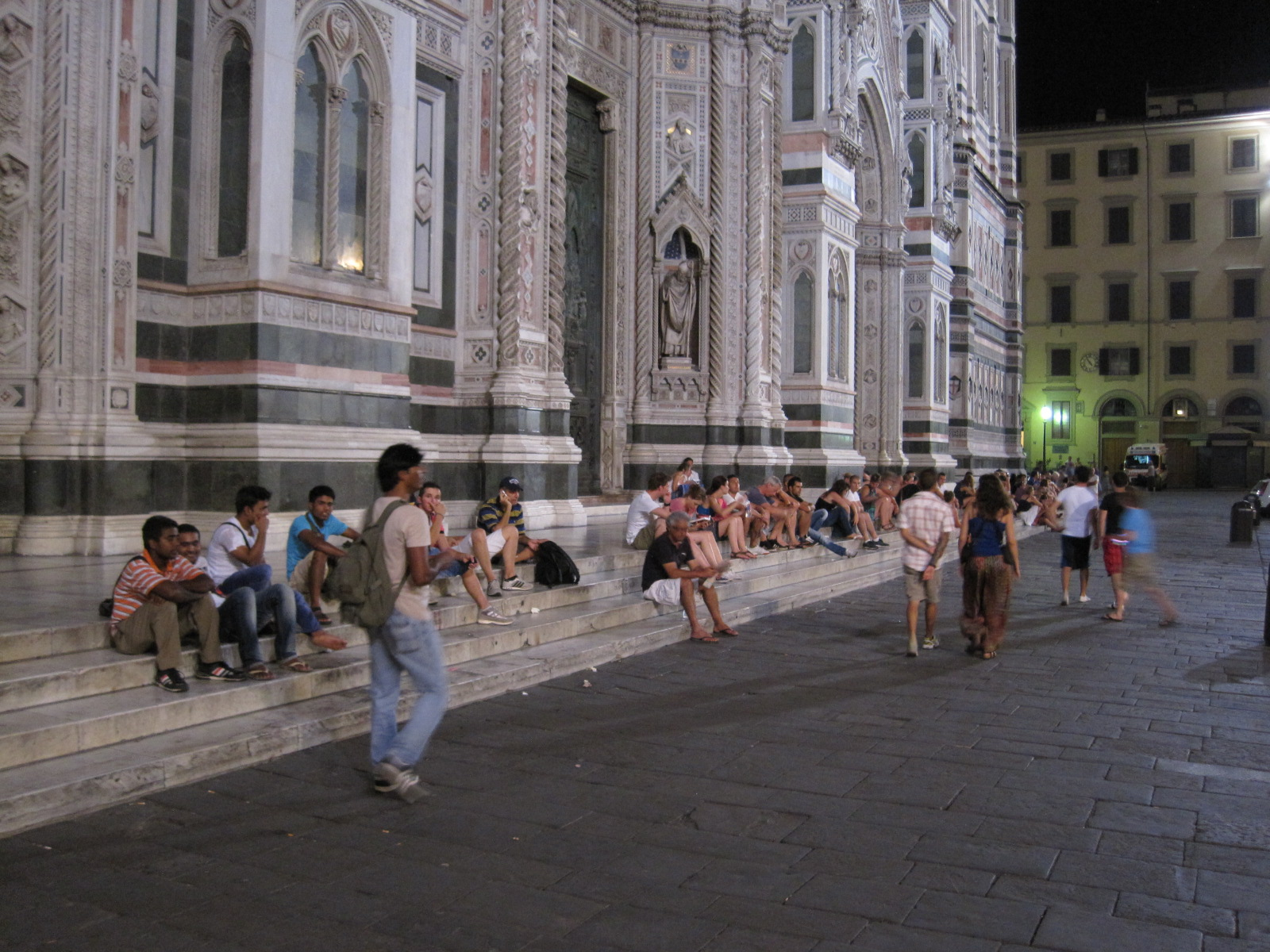
Parvis de Santa Maria del Fiore.
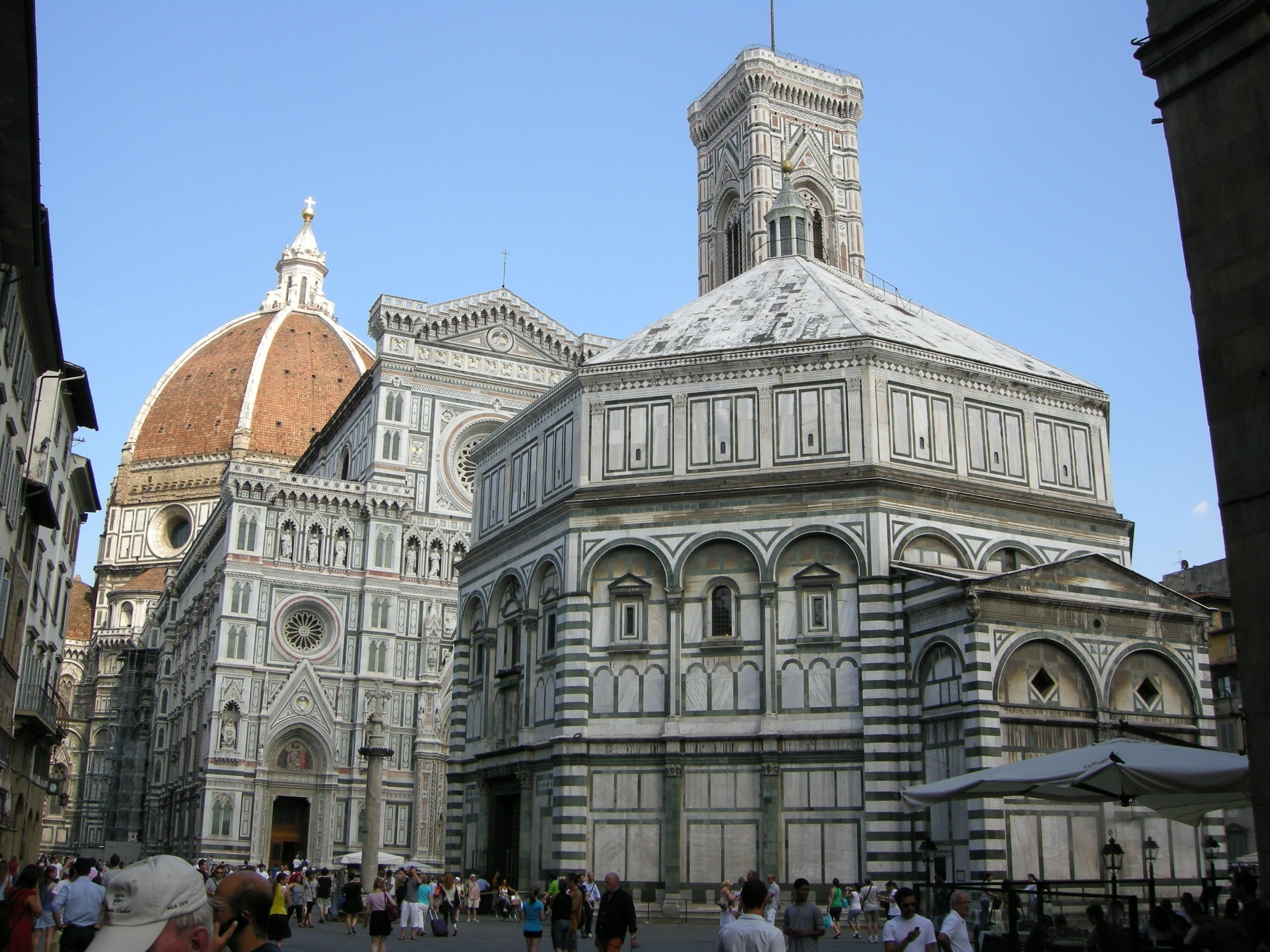
Baptistère Saint-Jean.
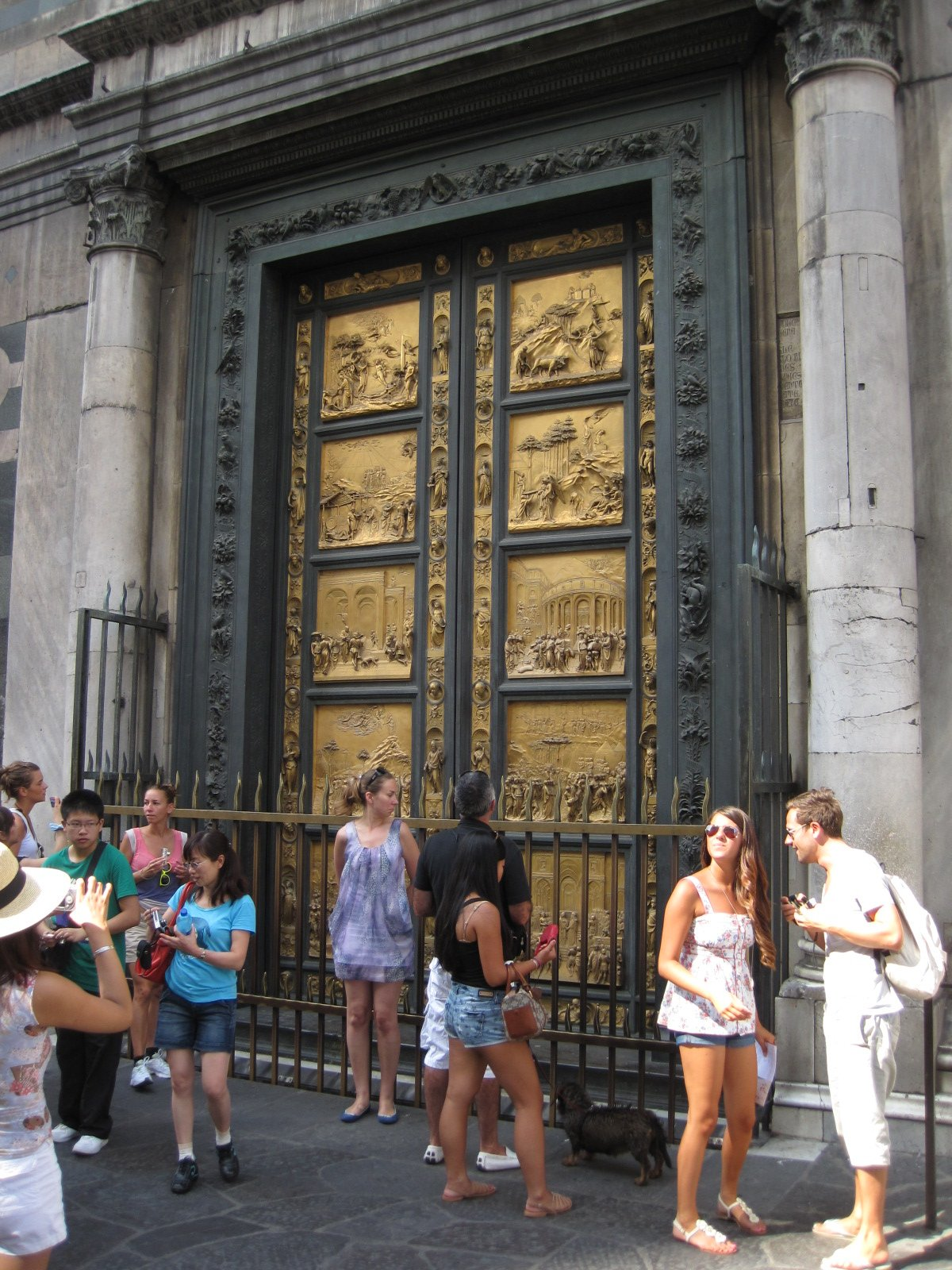
Porte du Paradis du Baptistère Saint-Jean.
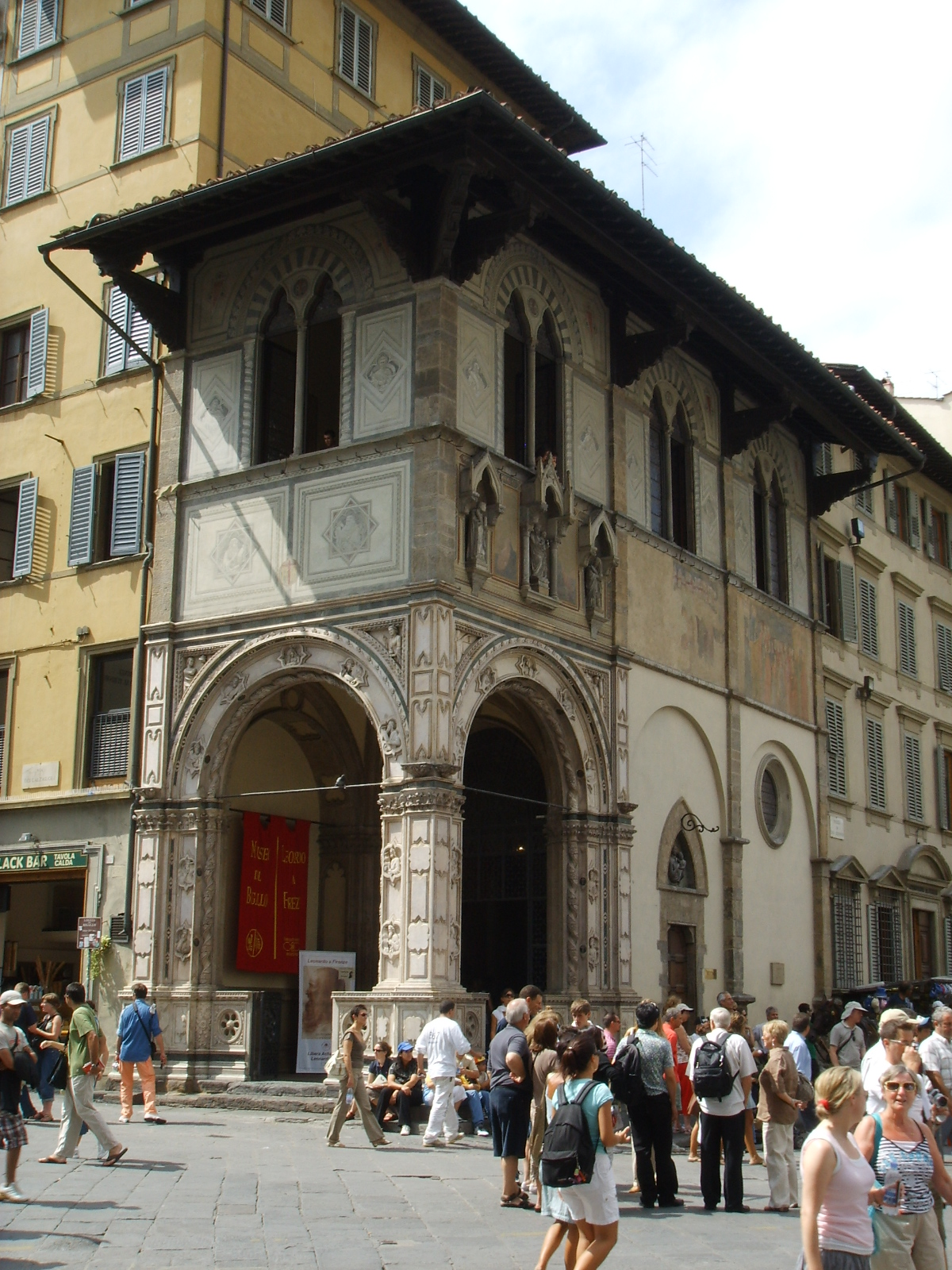
Loggia del Bigallo.
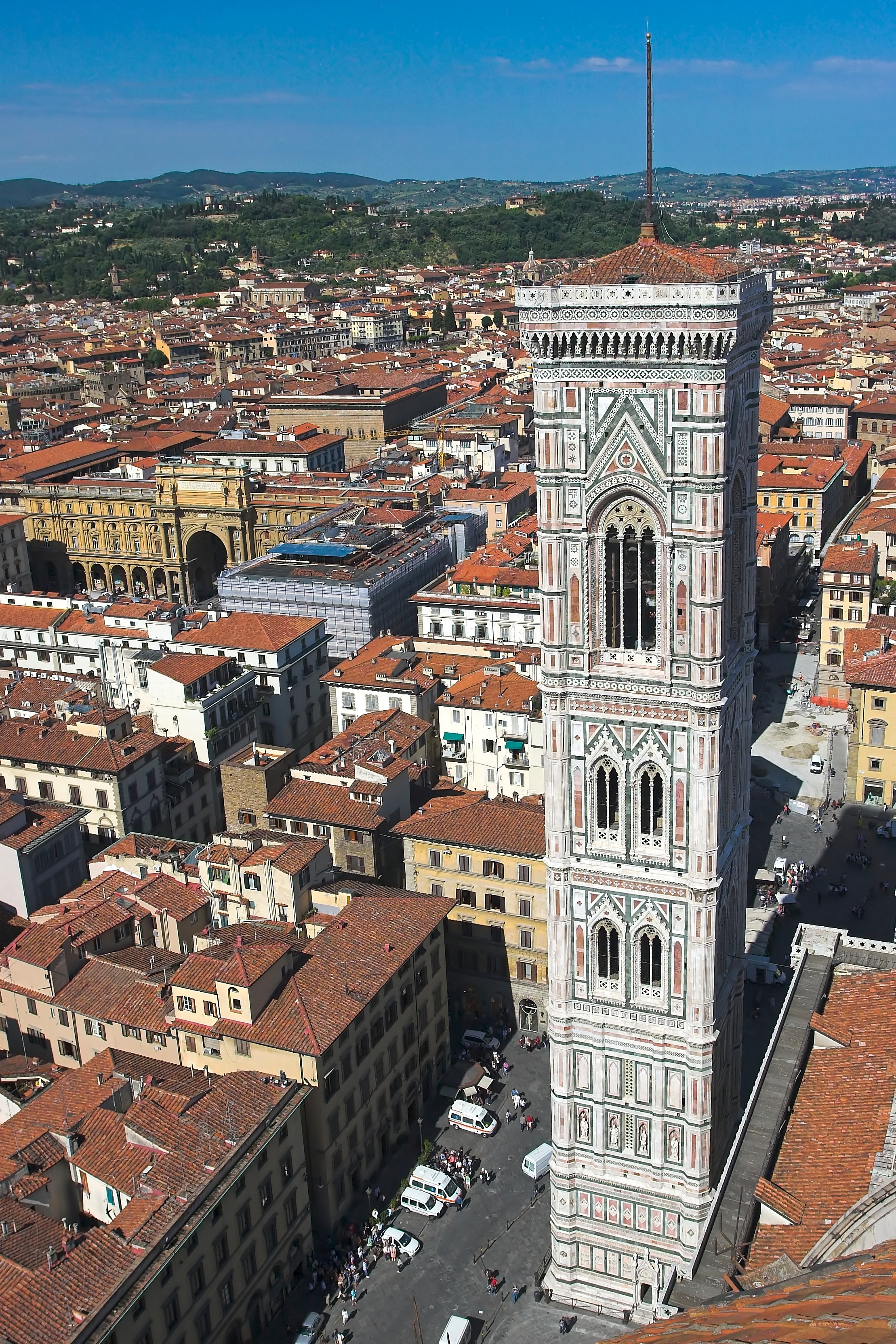
Campanile de Giotto.
Façades.
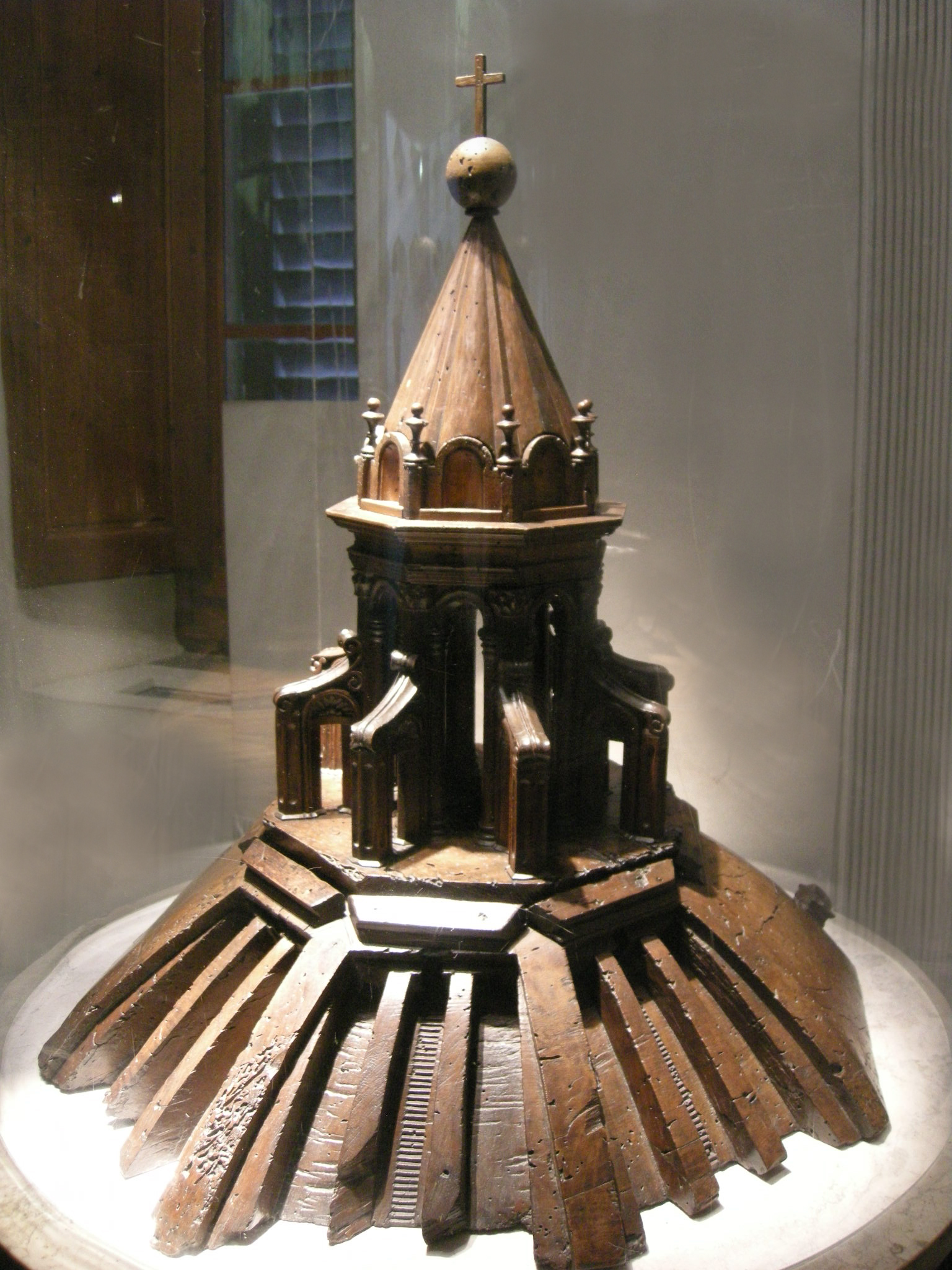
Maquette de Filippo Brunelleschi (vers 1432-1436).
Vue depuis le campanile.
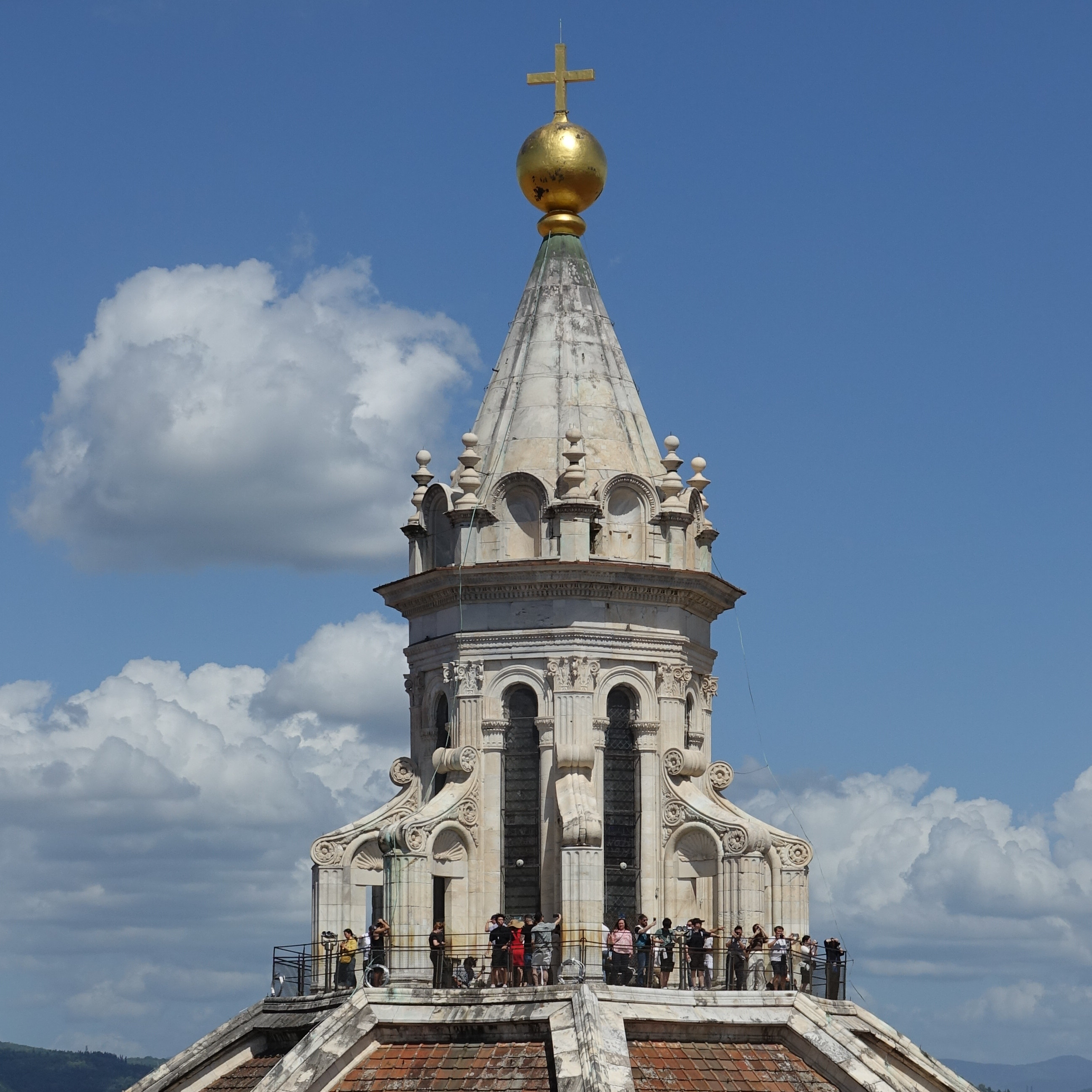
Sommet de la cathédrale.

## Documentaire
- 2018 : Des monuments et des hommes épisode Le Duomo de Florence réalisé par Delphine Cohenet Bruno Victor-Pujebet.

#### Bases de données et dictionnaires
- Ressources relatives à la religion :   - Chiese delle diocesi italiane
  - GCatholic.org
- Ressources relatives à l'architecture :   - The Skyscraper Center
  - Structurae
- Notices dans des dictionnaires ou encyclopédies généralistes :   - Britannica
  - Internetowa encyklopedia PWN
- Notices d'autorité :   - VIAF
  - ISNI
  - LCCN
  - GND
  - CiNii
  - Israël
  - Catalogne
  - Vatican
  - Norvège
  - Tchéquie
  - Lettonie
  - Brésil
  - Grèce